# Conquista de Damasco (1918)
A conquista de Damasco pelos Aliados teve lugar entre 26 de setembro e 1 de outubro de 1918, no âmbito do teatro de operações do Médio Oriente da Primeira Guerra Mundial. Como o resto da Síria e Palestina, Damasco era uma cidade do Império Otomano. A tomada da cidade pelos Aliados ocorreu na sequência da batalha de Megido, da conquista de Haifa e da vitória na batalha de Samakh, que abriram caminho para norte desde o mar da Galileia, e do terceiro ataque transjordano, que abriu caminho para Dara (Deraa).
Damasco foi capturada quando o Corpo Montado do Deserto (Desert Mounted Corps) britânico e o exército xarifal do Hejaz do príncipe Faiçal cercaram a cidade, depois de uma perseguição a cavalo em direção a norte ao longo das duas estradas principais para Damasco. Durante essa perseguição, foram atacados e capturados muitos postos de defesa da retaguarda estabelecidos pelo que restava do 4.º, 7.º e 8.º exércitos otomanos. O êxito militar em Damasco foi explorado politicamente por representantes da França, Reino Unido e da Revolta Árabe.
A seguir às vitórias nas batalhas de de Sarom e de Nablus (parte da batalha de Megido), em 25 de setembro, os ataques combinados realizados pelo Corpo XX, Corpo XXI e Corpo Montado do Deserto, apoiados por intensos bombardeamentos aéreos, tomaram todos os objetivos. Os 7.º e 8.º exércitos otomanos posicionados nos montes da Judeia foram forçados a parar de combater e a retirar devido aos ataques em Tulcarém e em Tabsor. Isso, por sua vez, obrigou o 4.º Exército, posicionado a leste do rio Jordão, retirasse de Amã, onde decorria o terceiro ataque transjordano, para evitar ser flanqueado, o que não evitou que fosse atacado pela Força de Chaytor (a unidade do general neozelandez Chaytor). Em consequência destas retiradas, os Aliados capturaram numerosos prisioneiros em Jenin, enquanto as colunas sobreviventes retiravam atrás de uma forte retaguarda dos combates de Samakh.
O comandante da Força Expedicionária Egípcia (EEF), o general Edmund Allenby, ordenou ao tenente-general Harry Chauvel, comandante do Corpo Montado do Deserto, que perseguisse o que restava dos três exércitos otomanos e capturasse Damasco. A 4.ª Divisão de Cavalaria iniciou a perseguição, atacando as retaguardas ao longo da estrada interior em Irbid e em Ar Ramtha (Er Remta) a 26 de setembro. No dia seguinte, o príncipe Faiçal capturou Dara. A Divisão Montada Australiana atacou as retaguardas inimigas ao longo da estrada principal, em Jisr Benat Yakub (Ponte das filhas de Jacó), a 27 de setembro, e ocupou Quneitra no dia seguinte. A mesma unidade atacou em Sa'sa' nos dias 29 e 30, em Kaukab no dia 30 e no desfiladeiro de Barada no mesmo dia. Ainda no dia 30, a 5.ª Divisão de Cavalaria atacou uma retaguarda em em Kiswe (al-Kiswa). Na sequência destes ataques e avanços vitoriosos, foi ordenado à 3.ª Brigada de Cavalaria Ligeira que marchasse para norte de Damasco, passando pela cidade na manhã de 1 de outubro e continuando a atacar as colunas em retirada, cortando a estrada para Homs.

## Contexto

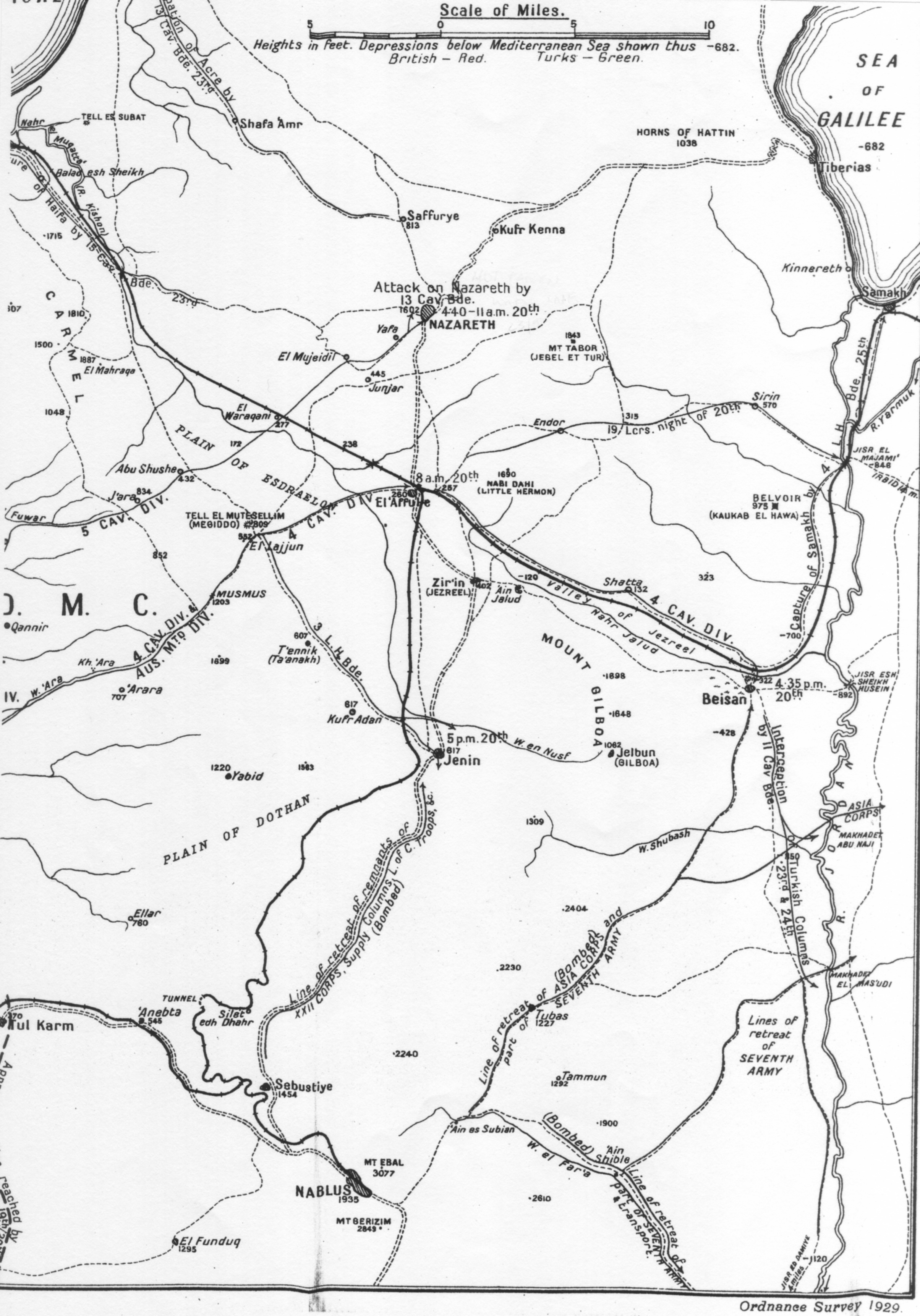
Detalhe do mapa 23 do historiador militar Cyril Falls com os avanços da cavalaria britânica entre 19 e 25 de setembro de 1918. Mostra o avanço da 5.ª Divisão para Nazaré, da 4.ª Divisão para Afula e Beisan, da Divisão Montada Australiana para Lajjun, da 3.ª Brigada de Cavalaria Ligeira para Jenin, da 19.ª de Lanceiros para Jisr el Mejamie e da 4.ª Brigada de Cavalaria Ligeira para Samakh. São também mostradas as três principais linhas de retirada do 7.º Exército otomano e do Corpo da Ásia (Asien-Korps), que cruzavam o rio Jordão em direção a leste

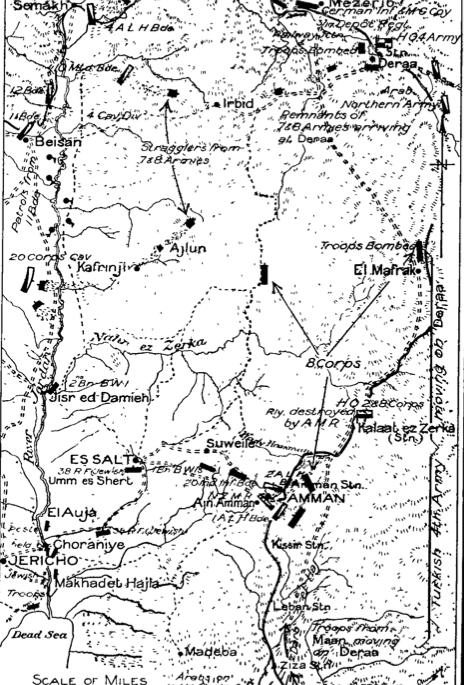
Mapa 43 de Henry Gullett das áreas do mar Morto, Jericó, Samakh e a Estrada dos Peregrinos de Ziza até Dara, com a 4.ª Brigada de Cavalaria Ligeira em Samakh, colunas otomanas em retirada, o quartel-geral do 4.º Exército otomano em Dara e a Força de Chaytor em Amã a 25 de setembro

Após tomarem todos os objetivos durante as batalhas de Sarom e de Nablus, quebrando a linha da frente otomana, as tropas do Império Britânico prosseguiram com ataques de flanco com divisões de infantaria, ao mesmo tempo que divisões de cavalaria cavalgaram muitos quilómetros para rodear as forças inimigas. Isso resultou na destruição de dois exércitos otomanos a oeste do rio Jordão e na retirada total de um terço dos soldados otomanos, muitos dos quais foram obrigados a marchar depois do exército xarifal ter cortado o caminho de ferro do Hejaz. Metade das tropas otomanas foram capturadas pela Força de Chaytor. O Grupo de Exércitos Yıldırım (o grupo de exércitos que reunia o conjunto das forças otomanas e germânicas), também perdeu a maior parte dos seus transportes e armas, uma situação que foi agravada com os avanços subsequentes da Força Expedicionária Egípcia.
A 22 de setembro, em Lajjun, antes de Haifa e aquilo que os registos militares designam como "um novo local de desembarque para abastecimentos" terem sido capturados, quando o 4.º Exército otomano ainda detinha Amã e a retaguarda inimiga ainda estava posicionada em Samakh, Allenby partilhou resumidamente "pela primeira vez" a Chauvel os seus planos para um avanço para Damasco. A 26 de setembro as forças britânicas detinham o controlo de todo o território capturado até uma linha que se estendia desde Jisr ed Damieh, no rio Jordão, até Narel Falique, na costa do Mediterrâneo, onde também estabeleceram linhas de abastecimento. Nesse mesmo dia, destacamentos do corpos XX e XXI e do Corpo Montado do Deserto tinham-se deslocado para norte para cumprirem tarefas de guarnição na planície de Esdrelão, em Nazaré e em Samakh, tendo sido postos transportes à sua disposição.

### Movimentações de Liman von Sanders
O comandante alemão das forças otomano-germânicas, Otto Liman von Sanders, esteve incontactável quase todo o dia 20 de setembro, desde a sua retirada apressada de Nazaré nas primeiras horas da manhã até ao fim da tarde. Entretanto, o 4.º Exército otomano, ainda sem ordens, manteve-se firme. Liman continuou a sua viagem por Tiberíades e Samakh, onde ordenou que se formasse uma retaguarda no fim da tarde. Chegou a Dara (Deraa) na manhã de 21 de setembro, a caminho de Damasco. Ali ordenou que se estabelecesse uma linha entre Irbid e Dara e recebeu um relatório do 4.º Exército, ao qual ordenou que retirasse sem esperar pela chegada das tropas vindas do sul do Hejaz por comboio, para que reforçassem a nova linha defensiva.
Liman von Sanders tinha achado que Dara estava "razoavelmente segura" devido às ações do seu comandante, o major Willmer, que ele tinha colocado temporariamente no comando da nova linha da frente de Dara a Samakh. Enquanto esteve em Dara durante o princípio da noite do dia 21, von Sanders encontrou-se com líderes de vários milhares de drusos, que concordaram em manter-se neutros. O general alemão chegou a Damasco no fim do dia 23 de setembro, quando o seu staff já lá se encontrava. Ali ordenou que o 2.º Exército, que estava estacionado no norte da Síria, avançasse para a defesa de Damasco. Dois dias depois, a 25 de setembro, Liman von Sanders enviou o seu staff para Alepo.

#### Movimentações do Grupo de Exércitos Yıldırım
Os cerca de 6 000 ou 7 000 soldados alemães e otomanos que restavam do 4.º, 7.º e 8.º exércitos tinham conseguido retirar para Damasco via Tiberíades ou Dara antes destes locais terem sido capturados nos dias 25 e 26 de setembro, respetivamente, e encontravam-se em Muzeirib ou a norte desta cidade.
A 26 de setembro, o coronel Gustav von Oppen, comandante do Corpo da Ásia (Asien-Korps; anteriormente parte do 8.º Exército), chegou a Dara com 700 homens, que incluíam a 205.ª Companhia de Pioneiros. Liman von Sanders ordenou a von Oppen que retirasse de comboio e o Asien-Korps deixou Dara às 05:30 do dia 27, algumas horas antes das tropas irregulares xarifais tomarem a cidade. O comboio de von Oppen foi atrasado nove horas por uma interrupção na linha com 460 metros de comprimento, 48 km a norte de Dara, tendo chegado a Damasco na manhã do dia 28. Foi então ordenado ao Asien-Korps que continuasse de comboio para Riaque, algumas dezenas de quilómetros a noroeste de Damasco, onde deveria reforçar a linha defensiva.

### Planos e preparações de Allenby

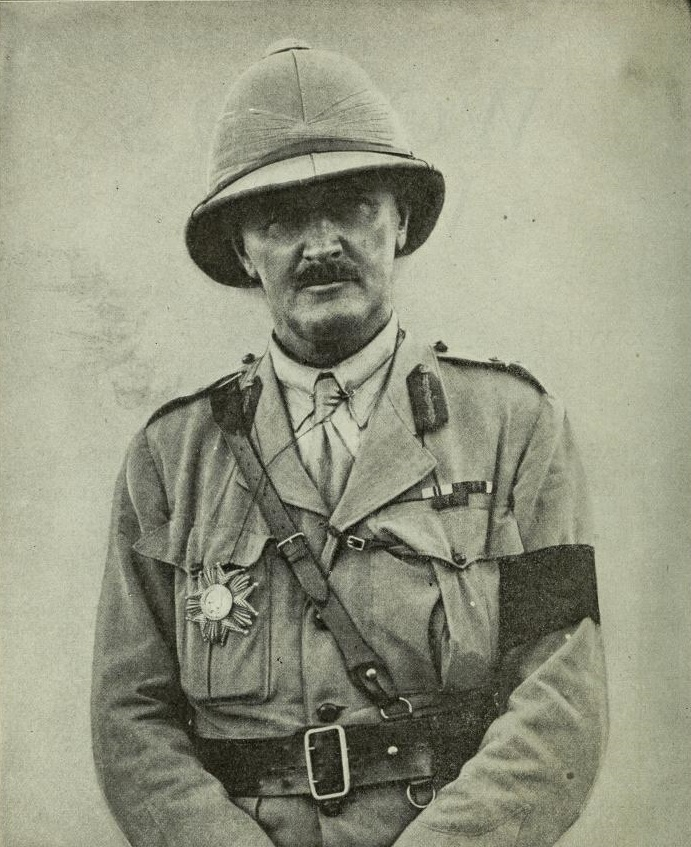
O general Edmund Allenby, comandante geral aliado da frente do Médio Oriente em 1918

Depois da sua primeira reunião com Chauvel em Lajjun a 22 de setembro, onde se discutiu a perseguição proposta, Allenby escreveu a Henry Wilson, Chefe de Estado-Maior do Exército Britânico (Chief of the Imperial General Staff), pressionando-o para avançar sobre Alepo — «Estou firmemente convicto que a única medida eficaz é avançar por etapas como no passado, a não ser que o Gabinete de Guerra esteja preparado para empreender uma operação naval e terrestre em larga escala em Alexandretta e a abastecer por mar as forças militares nela empregues.»
Allenby descreveu resumidamente o seu plano para avançar sobre Damasco a Wilson no dia 25 de setembro. Nesse mesmo dia houve uma conferência em Jenin com o pessoal do estado-maior e do Corpo Montado do Deserto, a que se seguiu no dia seguinte uma reunião dos comandantes de unidade presidida por Allenby. A primeira fase do plano "Damasco-Beirute" deveria começar brevemente. Enquanto uma Divisão de infantaria marchava a partir de Haifa para norte pela costa até Beirute, três divisões do Corpo Montado do Deserto avançariam para Damasco. A quarta divisão, que tinha tomado Amã, deveria manter-se lá para capturar as unidades do 4.º Exército otomano que estavam a retirar de Ma'an (218 km a sul de Amã). Segundo o plano de Allenby, a Força de Chaytor voltaria a juntar-se ao Corpo Montado do Deserto em Damasco. No dia 27 foram dadas ordens para avançar.
A 7.ª (Meerut) Divisão do Exército da Índia Britânica só saiu de Haifa no dia em que Damasco foi tomada, a 1 de outubro. As tropas da vanguarda britânica chegaram a Beirute no dia 8 de outubro.

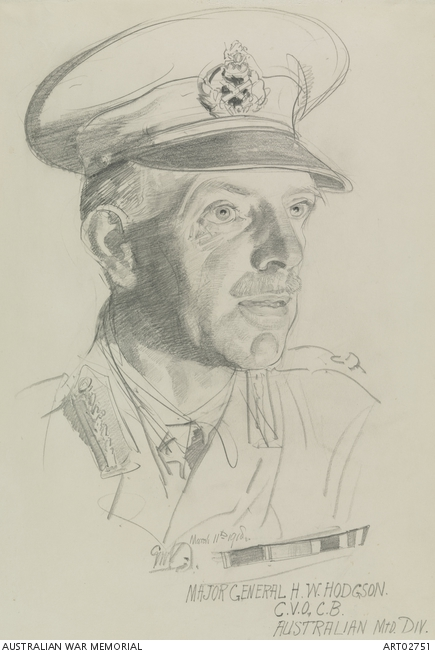
O major-general Henry W. Hodgson, comandante da Divisão Montada Australiana

A Divisão Montada Australiana, comandada pelo major-general Henry W. Hodgson, avançou para Damasco, a 140 km de distância, seguida pela 5.ª Divisão de Cavalaria do major-general H. J. Macandrew. Seguiram ao longo da margem ocidental do mar da Galileia e à volta dele na sua extremidade norte, atravessaram o rio Jordão a sul do lago de Hula, daí para Quneitra, atravessaram o planalto de Hauran e daí dirigiram-se para Damasco.
A 4.ª Divisão de Cavalaria indiana do major-general George de S. Barrow cavalgou para norte a partir de Bete-Seã (Beisan), atravessou o Jordão em Jisr el Mejamie, antes de avançar para leste via Irbid para Dara, com o objetivo de capturar o que restava do 4.º Exército otomano em retirada. Se fracassassem nesse objetivo, deveriam continuar a perseguição para norte ao longo da antiga Estrada dos Peregrinos e da linha ferroviária do Hejaz até Damasco, a 230 km de distância.
A 3.ª (Lahore) e 5.ª (Meerut) divisões de infantaria, do Corpo XXI, foram guarnecer Haifa, Nazaré e Samakh. O 2.º Batalhão do Regimento de Leicestershire e a 28.ª Brigada da 7.ª (Meerut) Divisão foram transportadas em camiões para Haifa com provisões para seis dias, para render a 5.ª Divisão de Cavalaria na manhã de 25 de setembro. A 21.ª Brigada da 7.ª (Meerut) Divisão marchou ao longo da costa, chegando a Haifa no dia 27. A 3.ª (Lahore) Divisão marchou para norte em direção a Jenin e seguidamente para Nazaré, onde deixaram um batalhão antes de continuarem para guarnecer Samakh no dia 28.

## Perseguições

### Captura de Dara

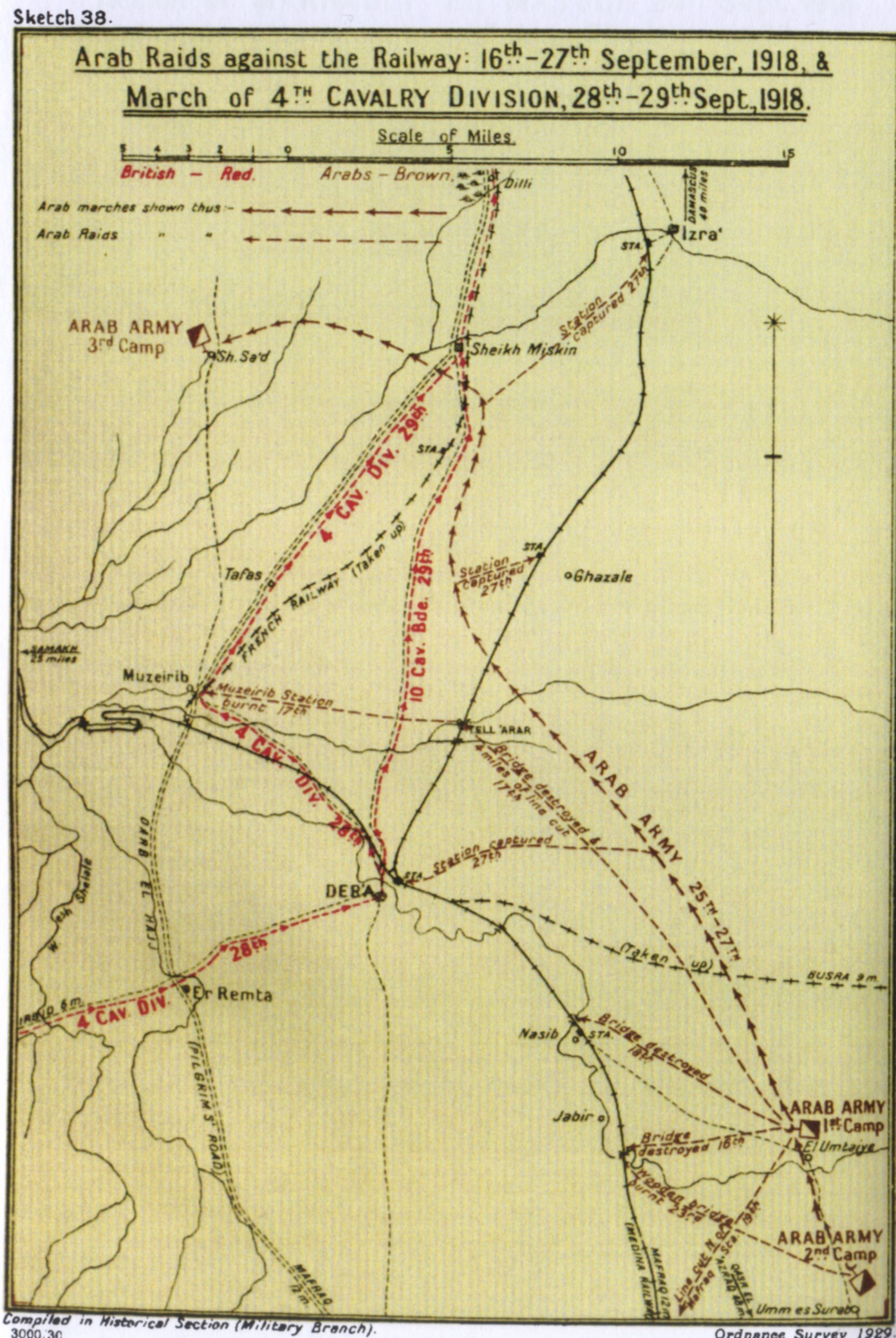
Detalhe do mapa 38 de Falls com os raides árabes ao caminho de ferro do Hejaz entre 17 de 27 de setembro na região de Dara

O príncipe Faiçal tinha sido sido convidado para uma participação limitada das suas tropas em 21 de setembro, quando um avião da RAF lhe levou as notícias da ofensiva vitoriosa de Allenby e da destruição dos 7.º e 8.º exércitos otomanos à sua base avançada em Azrak. O mesmo avião também levou instruções para o tenente-coronel Alan Dawnay, responsável pela ligação entre a EEF e os árabes. Faiçal foi informado que todas as rotas tinham sido fechadas exceto, possivelmente, a do leste do Jordão pelo vale de Jarmuque. Allenby sugeriu que as tropas xarifianas fechassem essa rota e que «nenhum homem, nenhuma arma, nenhuma carroça» deveria escapar, mas deixou claro a Faiçal que as suas tropas não deveriam empreender qualquer iniciativa para norte, como avançarem para Damasco, sem que antes obtivessem o seu consentimento. Allenby escreveu ao príncipe árabe que não havia objeções a que ele entrasse em Damasco logo que ele considerasse que o podia fazer em segurança e informou-o que ia enviar tropas para Damasco, que esperava que chegassem daí a quatro ou cinco dias. Contava com a cooperação das forças árabes, mas frisava que estas não deviam abrandar a pressão na região de Dara, pois isso era vital para isolar as tropas turcas que estavam a retirar de Ma'an, de Amã e de Es-Salt.
Quando as tropas que restavam do 4.º Exército Otomano retiravam para norte via Dara foram perseguidas ao longo de «muitas milhas sem água» por tropas árabes que se «juntaram à força de Faiçal com consequências horríficas». Três quartos do exército de 4 000 homens de Faiçal, incluindo a unidade de camelos de Nuri esh Shalaan, eram irregulares. Na noite de 26 para 27 de setembro fizeram uma marcha forçada, cruzando a linha de comboio a norte de Dara, a que arrancaram carris, e chegaram a Sheikh Sa'd, 24 km a noroeste de Dara, na madrugada do dia 27. O líder xeque beduíno Auda abu Tai, da tribo Howaytat, capturou um comboio e 200 prisioneiros na estação de Gazale. Por sua vez, Talal, o neto do rei do Hejaz Huceine ibne Ali, tomou Izra, alguns quilómetros mais a norte. Foram feitos 2 000 prisioneiros entre o meio-dia de 26 de setembro e o meio-dia de 27 de setembro, quando os Anaza, uma confederação tribal árabe, atacou a retaguarda otomana que defendia Dara. Os combates prosseguiram até meio da noite.
Em Dara, o tenente-coronel T. E. Lawrence (Lawrence da Arábia) e o coronel Nuri Bei encontraram-se com Barrow quando a 4.ª Divisão de Cavalaria entrou na cidade a 28 de setembro e acordaram cobrir o flanco direito da divisão durante a perseguição em direção a norte para Damasco.

### 4.ª Divisão de Cavalaria

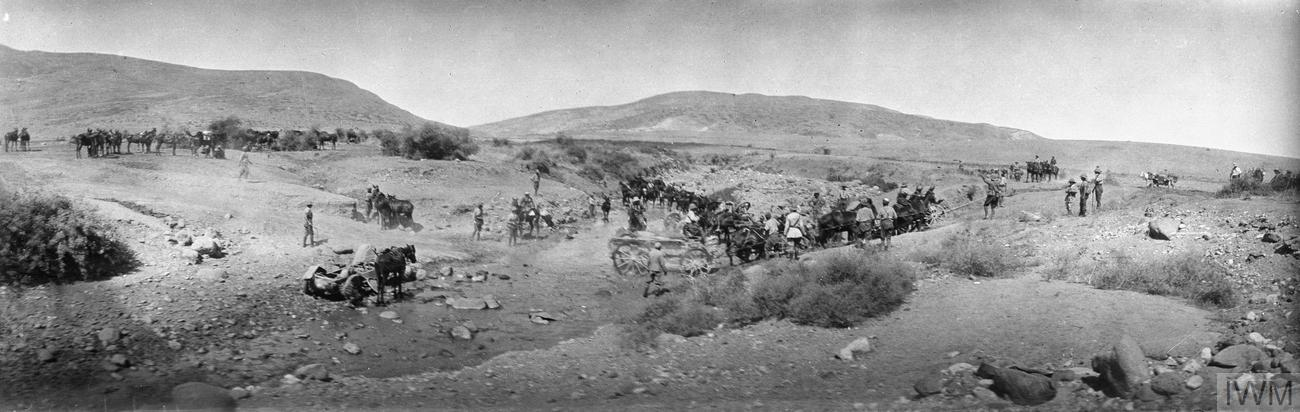
Coluna de transportes da 4.ª Divisão de Cavalaria a atravessar o Uádi Albiré perto de Jisr el Mejamie

A 4.ª Divisão de Cavalaria iniciou a perseguição do Corpo Montado do Deserto via Dara, um dia antes da Divisão Montada Australiana iniciar a sua perseguição em direção a Damasco via Quneitra, com a 5.ª Divisão de Cavalaria como reserva.
No dia 25 de setembro, o resto da 10.ª Brigada, vinda de Bete-Seã, juntou-se ao regimento de cavalaria indiano 38th King George's Own Central India Horse, da 10.ª Brigada de Cavalaria, que estava a guarnecer Jisr el Mejamie desde o dia 23. Foram-lhes dadas ordens para avançarem o mais rapidamente possível para Irbid e Dara e contactarem a força árabe do príncipe Faiçal. A brigada saiu de Jisr el Mejamie e atravessou o Jordão a 26 de setembro, ao mesmo tempo que o resto da 4.ª Divisão de Cavalaria partiu de Bete-Seã para Jisr el Mejamie, com a 11.ª Brigada de Cavalaria do Exército da Índia Britânica na sua retaguarda; chegaram ao destino às 18h30 do mesmo dia.

#### Irbid, 26 de setembro

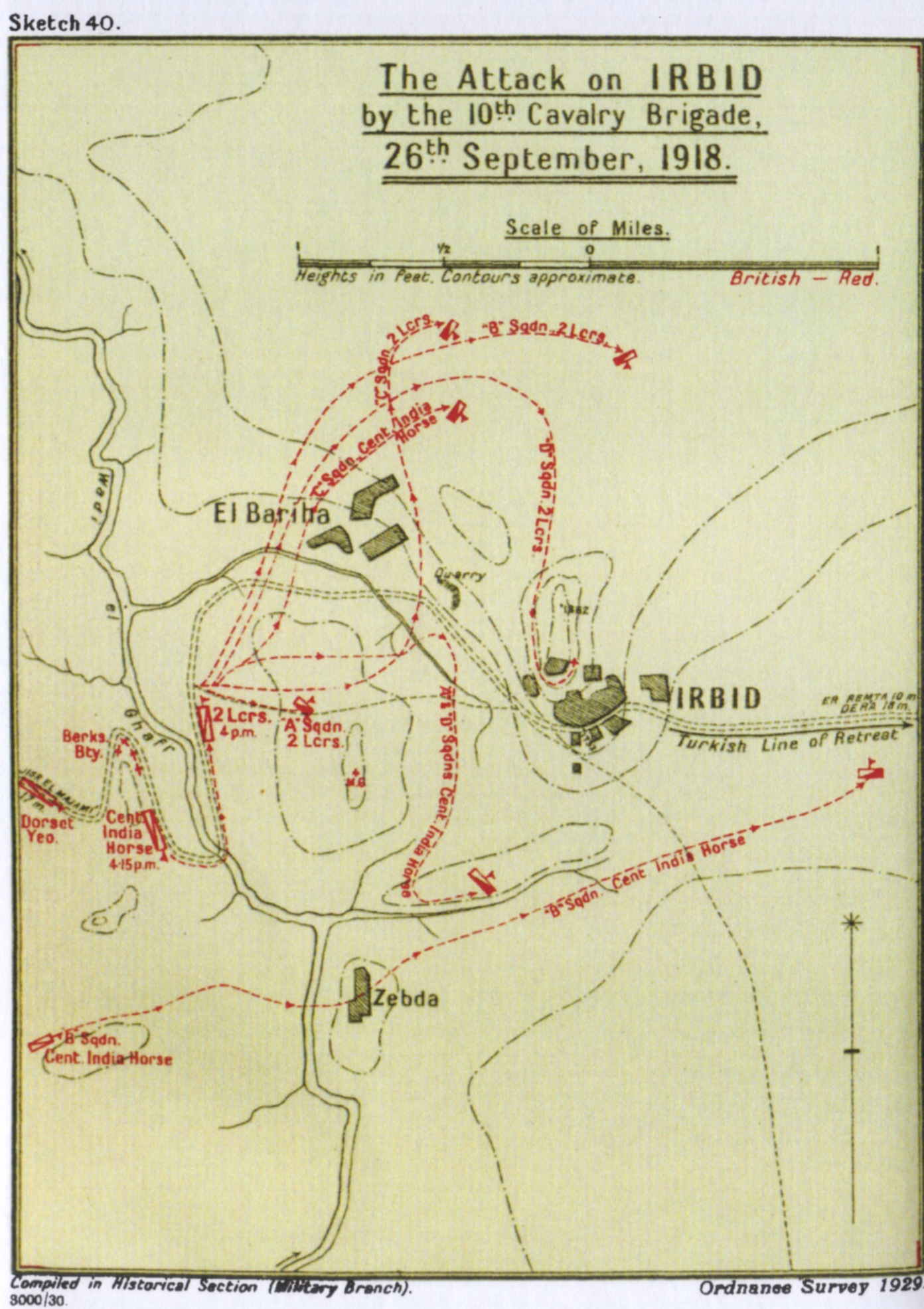
Detalhe do mapa 40 de Falls do ataque a Irbid pela 10.ª Brigada de Cavalaria

No fim da tarde de 26 de setembro, a 10.ª Brigada de Cavalaria foi atacada pela guarda do flanco do 4.º Exército otomano, que defendia fortemente os campos em volta de Irbid. Estas tropas otomanas tinham sido a guarnição de Amã (à exceção da sua retaguarda, que tinha sido capturada durante a tomada daquela cidade) e como não tinham estado em combates intensos «ainda estavam intactas como força de combate, apesar de estarem em retirada rápida».
O 2.º Regimento de Lanceiros tentou um ataque a cavalo sem reconhecimento e sem conhecer o tamanho da força defensiva. A carga fracassou e os lanceiros tiveram severas baixas, antes da artilharia ter conseguido posicionar-se.

#### Er Remta, 27 de setembro
Em Er Remta, a 10.ª Brigada de Cavalaria capturou outra posição fortificada de retaguarda depois de combates intensos. O 146.º Regimento, uma das unidades que restava do 4.º Exército otomano, comandado pelo tenente-coronel alemão Freiherr von Hammerstein-Gesmold, tinha chegado a Er Remta um dia antes do ataque.
O regimento 1/1st Dorset Yeomanry da 10.ª Brigada cavalgou a partir de Irbid, de onde partiu às 07:30 do dia 27, na vanguarda das tropas britânicas, levando um esquadrão de metralhadoras. Um avião britânico lançou uma mensagem 3 km depois do Uádi Xelale, informando que em Er Remta não havia tropas otomanas. Porém, quando dois soldados se aproximaram da aldeia, foram disparados tiros contra eles, de cerca de 900 metros de distância, e 300 soldados otomanos ou alemães saíram da aldeia para atacarem, com 100 homens na vanguarda, apoiados por outros 200 com quatro metralhadoras. Três soldados da Dorset Yeomanry carregaram e capturaram um grupo de 50 inimigos que tinham atravessado um uádi; o resto dos defensores retirou de volta para a aldeia, onde se seguiu um combate corpo-a-corpo entre as casas.
Foi ordenado à Central India Horse que avançasse para apoiar o ataque, movendo-se em colunas de esquadrões através do Uádi Ratam, onde avistaram 150 defensores em retirada. Dois esquadrões formaram uma linha numa frente ampla e carregaram sobre os soldados otomanos dispersos, que tinham posto duas metralhadoras em ação antes de serem atacados pela cavalaria indiana. Foram capturados 60 prisioneiros e quatro metralhadoras. Não longe dali foram capturados 90 prisioneiros e outras quatro metralhadoras.
Os combates terminaram cerca do meio dia, quando chegaram a Er Remta o estado-maior da 4.ª Divisão de Cavalaria e a 11.ª Brigada de Cavalaria. Estes tinham tinham bivacado na noite anterior em Jisr el Mejamie com a 12.ª Brigada de Cavalaria, 4 km a leste do rio Jordão, de onde saíram às 06:00 para Er Remta.
À frente da cavalaria, um avião australiano fez um reconhecimento sobre Damasco pela primeira vez a 27 de setembro. Foi observado que a estação ferroviária estava apinhada com centenas de vagões e carruagens e foram avistadas colunas de tropas e veículos em retirada nas estradas a sul, vindas de Dara e da Jordânia.

#### Dara, 28 de setembro
Depois de ter passado a noite em Er Remta, o comandante Barrow da 4.ª Divisão de Cavalaria ordenou à 10.ª Brigada que fizesse patrulhas para averiguar se Dara estava defendida. A brigada começou a patrulhar a área a leste de Er Remta às 04:30 do dia 28, antes de avançar em direção a Dara às 07h00. No início da manhã chegaram a Dara, que encontraram ocupada pelas tropas xarifianas do príncipe Faiçal. Encontraram-se com Lawrence, que os informou que as tropas irregulares árabes tinham tomado Dara na tarde anterior. A 4.ª Divisão de Cavalaria entrou na cidade nesse mesmo dia.
Perto de Dara, foi encontrado um aviador britânico do 144.º Esquadrão da RAF que tinha sido capturado pelos otomanos no dia 17 de setembro juntamente com outro camarada seu. Tinham marchado com os seus captores em retirada de Es-Salt e com um soldado de cavalaria ligeira ferido, que tinham carregado numa carroça desde Mafraq. O aviador descreveu o terror medonho que tinha sido a retirada de Es-Salt para Mafraq, sob bombardeamento constante, que não lhes tinham sido dadas rações depois de saírem de Amã, onde os turcos, segundo ele, abandonaram todos os armazéns e perderam toda a vontade de combater. Tinham saído de Dara num comboio turco, que chocou com carris levantados numa parte da linha que tinha sido destruída, mas só ele tinha tido forças para escapar.

#### Dilli, 29 de setembro

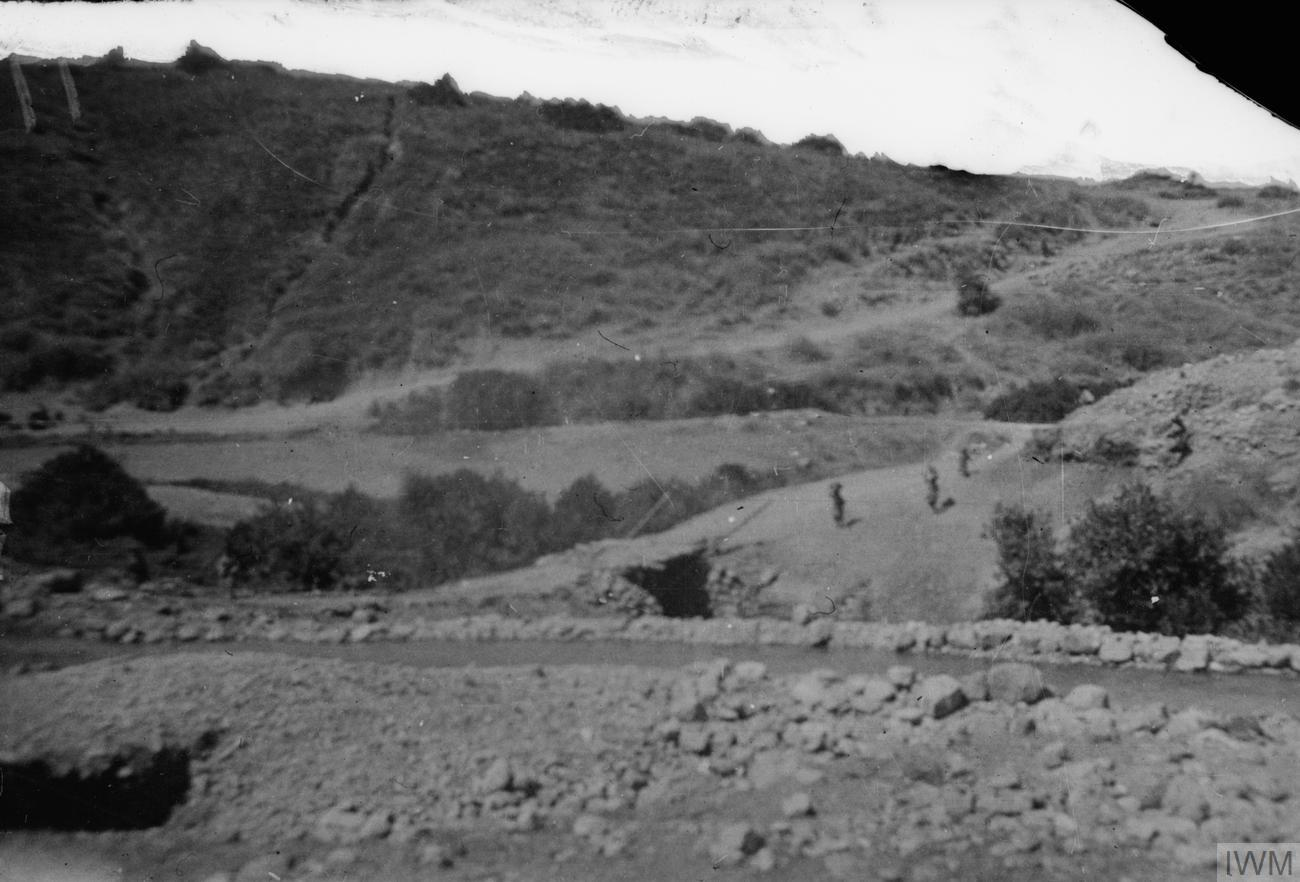
Estrada de Jisr el Majamie para Irbid a 29 de setembro, quando 30 camiões que abasteciam a 4.ª Divisão de Cavalaria atravessavam o Uádi Gafur. A ponte colapsou devido ao peso dos camiões, pelo que estes tiveram que atravessar o leito

A 10.ª Brigada de Cavalaria permaneceu em Dara de piquete à estação de comboios e para recolher e tratar dos feridos otomanos e enterrar os mortos. Bivacaram na noite de 28 para 29 no edifício da estação. A 11.ª e 12.ª brigadas foram a Muzeirib buscar água. Barrow acordou com o coronel Nuri es-Said, oficial do estado-maior do príncipe Faiçal, que as suas tropas árabes cobrissem o flanco direito da 4.ª Divisão de Cavalaria durante o avanço para Damasco, que deveria iniciar-se no dia seguinte.
A perseguição ao longo de 110 km de Dara até Damasco pela 4.ª Divisão começou com as tropas xarifianas comandadas por Nuri es-Said no flanco direito. Na vanguarda, tropas árabes irregulares (provavelmente da tribo beduína jordana Beni Sakhr) assediavam as tropas otomanas. Barrow relatou que enquanto cavalgavam para norte passaram por cerca de 2 000 corpos de soldados otomanos, pelos seus transportes e pelos seus equipamentos abandonados.
A divisão dirigiu-se para Xeique Misquim (Al-Shaykh Maskin), 21 km a nordeste de Muzeirib, às 14h00, onde se juntou com a 10.ª Brigada, a qual deixou em Dara um esquadrão para cuidar dos feridos. A divisão, com falta de mantimentos, dirigiu-se então para Dilli, onde bivacou na noite de 29 para 30 de setembro. Foi enviado um comboio com mantimentos, que saiu de Muzeirib com 13 vagões carregados com as últimas rações, que incluíam nove toneladas de cevada e algumas ovelhas e cabras, que tinham sido capturadas em Irbid e Dara.
| “ | Os meus prisioneiros acumulam-se. Hoje ouvi dizer que mil [...] se renderam ao general Chaytor em Amã. Isso é provavelmente verdade; mas ainda não está verificado. Se for verdade, eleva o total de prisioneiros para bem mais de seis mil. Espero que a minha cavalaria chegue a Damasco amanhã. As coisas também estão a correr sem dificuldades em França e nos Bálcãs. Ontem fui a Haifa e ao Monte Carmelo. A vista desde o Monte Carmelo para a baía é adorável; muito parecida com a baía de Nápoles — sem o Vesúvio e Capri. A baía está rodeada por montanhas exceto onde o rio Quisom corre desde o vale de Esdrelão. No monte Carmelo está o Mosteiro Carmelita [...] Perto encontra-se um canhão longo alemão, de grande calibre, que domina a baía e o vale. Disparou alguns tiros sobre as nossas tropas, creio, e sobre dois contratorpedeiros que cooperavam na costa; mas não fez estragos. O monte Carmelo é uma massa enorme de montanhas rochosas; outrora coberto de árvores [...] Haifa é uma cidade grande, bem construída, entre a montanha e a ponta sul da baía. Tenho uma villa fixa confortável para mim, se formos lá. Tenho o caminho de ferro turco a funcionar, agora, daqui [Haifa] até Beisan e à ponte do Jordão imediatamente a sul do lago Tiberíades. Contudo, não me vai ajudar muito a sul de Haifa; pois tenho muito pouco material circulante para ele e as subidas são demasiado íngremes para transportar grandes cargas. | ” |
|   | — Carta do marechal Edmund Allenby para a esposa em 29 de setembro de 1918 . |   |

#### Zeraqiye, 30 de setembro
O exército do xarife de Meca tinha avistado duas colunas de soldados alemães e otomanos, uma com 5 000 homens em retirada a norte de Dara e outra com 2 000 homens a norte de Muzeirib, na Estrada dos Peregrinos. Quando a coluna mais pequena passou por Tafas foi atacada pela cavalaria de tropas regulares e irregulares de Auda Abu Tai. No dia 29, o exército xarifal atacou a coluna maior e pediu apoio à 11.ª Brigada de Cavalaria.
A 4.ª Divisão de Cavalaria saiu de Dilli a 30 de setembro em direção a Kiswe (al-Kiswah), situada a 48 km de distância, 16 km a sul de Damasco. A maior parte do que restava do 4.º Exército otomano estava muito mais perto de Damasco, em duas colunas principais. A primeira dessas colunas, formada com o que restava da divisão de cavalaria otomana e alguma infantaria, estava a aproximar-se de Kiswe; a outra coluna seguia alguns quilómetros atrás e era perseguida de perto por tropas árabes.
A maior parte da divisão bivacou em Zeraqiye às 16h30, ao passo que a 11.ª Brigada foi para Khiara, 10 km mais a norte, onde avistaram a retaguarda do 4.º Exército otomano. As tropas árabes pediram apoio à 11.ª Brigada para um ataque a essa retaguarda. As tentativas do 29.º Regimento de Lanceiros para "decapitar" a coluna otomana não tiveram êxito, enquanto que a bateria Hants, que tinha sido enviada à frente para terrenos onde era muito difícil operar os seus canhões, continuou a disparar até ao anoitecer. Durante a noite, os ataques contínuos das tropas de Auda Abu Tai praticamente destruíram a coluna maior. Só um batalhão alemão chegaria a Damasco intacto a 30 de setembro.
No princípio da noite de 30 de setembro, a 4.ª Divisão de Cavalaria estava ainda a 55 km de Damasco.

### 5.ªDivisão de Cavalaria e Divisão Montada Australiana

#### De Kefr Kenna/Cana para Tiberíades
A 5.ª Divisão de Cavalaria foi rendida em Haifa pela infantaria na manhã de 25 de setembro e deixou imediatamente a cidade em direção a Kefr Kenna (Kafr Cana), onde chegou e se concentrou cerca das 17:00 do dia 26.
A Divisão Montada Australiana (à exceção da 3.ª e da 4.ª brigadas de cavalaria ligeira, que se encontravam, respetivamente, em Tiberíades e em Samakh) saiu de Kefr Kenna à meia-noite do dia 25 em direção a Tiberíades. Chegaram à colina de Tel Madh, acima de Tiberíades, na madrugada do dia 26 e depois de uma curta paragem para beber água e comer, continuaram a marcha para El Mejdel, na margem do mar da Galileia, 6,5 km a norte de Tiberíades, onde chegaram no início da tarde.
Ali esperou pela 5.ª Divisão de Cavalaria e pela 4.ª Brigada de Cavalaria Ligeira. A maior parte dos homens passaram o resto da tarde a descansar e a tomar banho no mar da Galileia, mas foram enviadas algumas patrulhas tão longe quanto Jisr Benat Yakub (Ponte das filhas de Jacó). Bivacaram no local durante a noite.

#### Jisr Benat Yakub, 27 de setembro
A Divisão Montada Australiana, seguida pela 5.ª Divisão de Cavalaria e pelo estado-maior do Corpo Montado do Deserto, saiu de Tiberíades no dia 27 para iniciar a perseguição até Damasco. Em Jisr Benat Yakub, no rio Jordão a norte do mar da Galileia, foram retidos durante várias horas por uma força de retaguarda inimiga, o Grupo de Tiberíades, constituído pelos sobreviventes das guarnições germano-otomanas de Tiberíades e de Samakh. Liman von Sanders tinha ordenado que se resistisse vigorosamente à perseguição da Força Expedicionária Egípcia estabelecendo retaguardas a sul do lago de Hula. A retaguarda otomana dinamitou a ponte e estabeleceu fortes defesas com metralhadoras em posições estratégicas na margem oriental do rio que dominavam os vaus. O rio em Jisr Benat Yakub era profundo e com correntes fortes e as margens eram íngremes, o que tornava a travessia difícil mesmo sem o fogo das metralhadoras.
O Régiment Mixte de Marche de Cavalerie ("Regimento Misto de Marcha de Cavalaria", RMMC) francês da 5.ª Brigada de Cavalaria Ligeira cavalgou através de terreno aberto para desmontar e atacar uma parte da retaguarda inimiga que se encontrava em edifícios situados na extremidade ocidental da ponte danificada. Durante este ataque frontal, os soldados franceses sofreram algumas baixas devido a não haver apoio de artilharia. O resto da 5.ª Brigada de Cavalaria Ligeira procurou um vau a sul da ponte e acabou por atravessar a nado no fim da tarde, mas ficaram debaixo de fogo em terreno rochoso, onde ficaram até ao romper do dia seguinte.
Entretanto, o 4.º Regimento da 4.ª Brigada de Cavalaria Ligeira conseguiu atacar com sucesso a posição inimiga sobre o vau em El Min, 2,5 km a sul de Jisr Benat Yakub. Durante a noite, algumas patrulhas atravessaram o rio e 4.º Regimento continuou o seu avanço para Ed Dora.
A 3.ª Brigada de Cavalaria Ligeira avançou para norte ao longo da margem ocidental do Jordão até chegar à margem sul do lago de Hula, procurando um local onde pudesse atravessar o rio. Um esquadrão do 10.º Regimento cruzou o rio ao pôr do sol e tomou uma posição fortificada da retaguarda inimiga, capturando 50 prisioneiros e três peças de artilharia. À meia-noite, a brigada tinha cruzado o rio tinha avançado 6,5 km, cortando a estrada para Damasco em Deir es Saras, mas a força de retaguarda principal otomana já tinha retirado.
A unidade de engenharia Bridging Train ("comboio de pontes") do Corpo Montado do Deserto chegou durante a noite em camiões e em cinco horas os sapadores construíram uma ponte provisória para unir o tramo da ponte que tinha sido destruído. Ao nascer do dia 28 de setembro, a Divisão Montada Australiana avançava na estrada para Quneitra, seguida pouco depois pelos seus veículos com rodas e artilharia, usando a ponte reparada.

#### Deir es Saras, 27/28 de setembro
A 3.ª Brigada de Cavalaria Ligeira já tinha atravessado o rio Jordão à meia noite e tinha avançado 6,5 km para cortar a estrada de Damasco em Deir es Saras, onde atacou uma forte força de retaguarda, que capturou, mas o grosso da retaguarda otomana que tinha defendido Jisr Benat Yakub já tinha retirado.
O primeiro avião alemão avistado pela 3.ª Brigada desde o início das operações a 19 de setembro passou por cima da brigada às 06h00 do dia 28. Uma hora depois, três aviões bombardearam o bivaque do 8º Regimento da brigada, mas foram repelidos por quatro aviões britânicos. No caminho para Deir es Saras, o 11.º Regimento da 4.ª Brigada de Cavalaria Ligeira foi bombardeado às 08h00 por dois aviões e metralhado do ar, o que provocou algumas baixas.
O 12.º Regimento de Cavalaria Ligeira saiu de Jisr Benat Yakub às 00h30 em direção a Deir es Saras do dia 28 acompanhado de quatro metralhadoras. Cruzaram o Jordão às 02h15 com os franceses do Régiment Mixte de Marche de Cavalerie, para capturarem três canhões de campanha e uma metralhadora. Às 09h00, em Deir es Saras, o regimento francês, ao qual se tinha juntado a 4.ª Brigada de Cavalaria Ligeira, voltou a juntar-se à 5.ª Brigada. À mesma hora, o 4.º Regimento de Cavalaria Ligeira, que desde Lajjun tinha estado junto com a 5.ª Brigada de Cavalaria Ligeira, voltou a juntar-se à 4.ª Brigada de Cavalaria Ligeira. Subsequentemente, a 4.ª Brigada seguiu a 5.ª Brigada em direção a Abu Rumet, com batedores a vigiarem extensas áreas nos flancos, enquanto um esquadrão do 12.º Regimento escoltava a unidade de transportes (Divisional Transport) vinda de Jisr Benat Yakub.

#### Quneitra, 28–30 de setembro

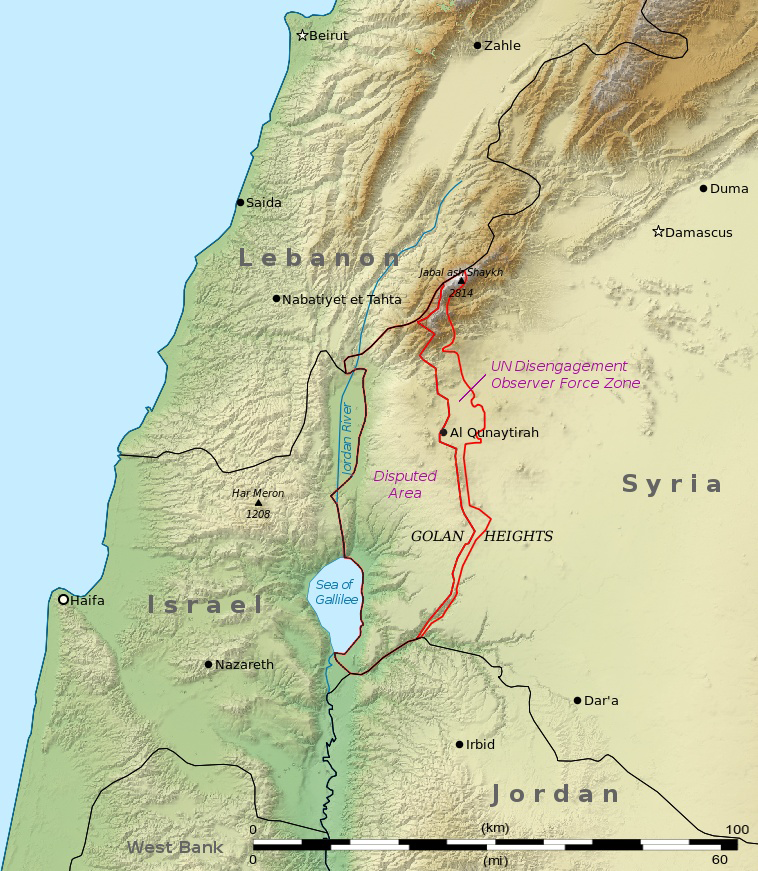
Mapa físico de 2011 dos montes Golã e regiões em volta, mostrando Haifa, Nazaré, o monte Hérmon, o mar da Galileia, Irbid, Dara, Quneitra, Damasco, Douma, Zalé e Beirute. Note-se que o lago de Hula já tinha sido drenado

O Grupo de Tiberíades germano-otomano, que tinha montado as retaguardas de defesa do rio Jordão a sul do lago de Hula, foi reforçado em Quneitra por tropas de Damasco. Às 06h00, um voo de reconhecimento aéreo da RAF reportou que uma força de cerca de 1 200 homens estava posicionada nas terras altas em volta de Quneitra.
Às 11h40, a vanguarda da Divisão Montada Australiana estava a subir as encostas de Tel Abu en Neda que dominam Quneitra, parte dos montes Golã, ao mesmo tempo que o corpo principal da divisão chegava a Tel Abu el Khanzir. Às 12h50, um avião deixou uma mensagem informando que não havia tráfico na estrada a sul de Quneitra.
Encontro das cavalarias inimigas
Quando as tropas da frente foram enviadas para fazer um reconhecimento de um passo de montanha, às 13h00 encontraram a retaguarda da 20.ª Cavalaria Circassiana otomana, que carregou sobre os australianos intimando-os a renderem-se. O sargento Fitzmaurice e as suas tropas carregaram então com espadas desembainhadas sobre os circassianos, matando alguns deles e tomando os restantes como prisioneiros.
Não ocorreram mais combates até à chegada da Divisão Montada Australiana a Quneitra. A 5.ª Divisão de Cavalaria chegou cinco horas depois, tendo cruzado o rio Jordão. Ambas as divisões bivacaram a leste e a oeste da povoação. A 4.ª Brigada de Cavalaria Ligeira passou por Quneitra às 15h30, seguindo em direção a el Mansura, onde chegou às 16h00 para bivacar durante a noite. A 3.ª Brigada de Cavalaria Ligeira bivacou 5 km mais perto de Damasco, junto a Jeba, na estrada principal. Tinham viajado 56 km em 34 horas, com os cavalos selados, exceto duas horas em Deir es Saras.
Ocupação de Quneitra
Situada no cimo duma linha de separação de águas, Cuneitra distava 64 km de Damasco, era a sede do governo local de uma caza (divisão administrativa otomana) no norte do distrito de Jaulã e uma das cidades circassianas mais importantes da região que ia de Haurã até Amã. A administração imperial otomana tinha dado terras à numerosa colónia muçulmana que vivia na cidade e nos seus arredores cujos membros tinham sido forçados a sair das províncias de Carse, Batum e Ardacane quando estas foram anexadas pela Rússia em 1877.

Fotografia tirada a 28 de setembro de 1918 em Quneitra, após a rendição da cidade ao major-general Henry W. Hodgson (ao centro), comandante da Divisão Montada Australiana; à direita: o brigadeiro Grant, comandante da 4.ª Brigada de Cavalaria Ligeira

Na área havia muitos distúrbios, com grupos de árabes e drusos que patrulhavam o Hauran sempre prontos para capturar qualquer comboio menos bem defendido. Dado que a infantaria mais próxima se encontrava em Nazaré, a quase 100 km de distância, o comandante do Corpo Montado do Deserto Chauvel deu ordens ao general de brigada Grant, comandante da 4.ª Brigada de Cavalaria Ligeira que mantivesse a ordem em volta de Quneitra e protegesse as linhas de comunicações.
Grant comandou uma força de quatro regimentos de cavalaria para manter a ordem entre os circassianos hostis. O estado-maior da 4.ª Brigada de Cavalaria Ligeira permaneceu em Quneitra com os Sherwood Rangers da 5.ª Divisão de Cavalaria. Estas tropas guarneceram a cidade e organizaram as linhas de comunicação para Damasco, a norte. Os Lanceiros de Hyderabad, estacionados em Jisr Benat Yakub patrulhava a região desde Safed, 50 km a sudoeste, a noroeste do mar da Galileia, enquanto o 15.º Regimento da 5.ª Brigada de Cavalaria Ligeira, baseado em Deir es Saras patrulhava essa região.
Durante a tarde de 29 de setembro, quatro caças F.2 fizeram um raide sobre o aeródromo de Damasco e à noite tinha sido montada uma base aérea em Quneitra.
No mesmo dia, foram distribuídos às unidades cereais requisitados em Tiberíades, que chegaram em veículos. Nessa altura, toda a carne fresca que tinha sido requisitada para os soldados tinha sido consumida. A fim de alimentar as tropas, os cavalos e 400 prisioneiros, foram requisitados mantimentos na região ocupada. Diariamente houve abastecimento abundante de carne fresca para os homens e bom feno para os cavalos, mas foi encontrado pouco cereal. Depois de requisitar dez ovelhas aos habitantes da aldeia de el Mansura, às 09h30 o 11.º Regimento de Cavalaria Ligeira rendeu o 4.º Regimento nas patrulhas nas estradas de Summaka, Shek e Banias.
A 30 de setembro, o 11.º Regimento de Cavalaria Ligeira patrulhava constantemente as linhas de comunicação na região de Quneitra. Não foi possível render ninguém durante mais de 24 horas, à exceção de um soldado, pois todos os homens estavam de serviço ou doentes no hospital.
Entre os dias 19 e 30 de setembro, a 4.ª Brigada de Cavalaria Ligeira tinha perdido 73 cavalos (61 do 11.º Regimento, provavelmente em Samakh), dois camelos e vários cavalos de tiro e carroças. Em Quneitra capturaram 445 prisioneiros, entre os quais 24 oficiais.

#### Avanços em 29 e 30 de setembro
A força que continuou o avanço a partir de Quneitra era formada pelos 4.º e 12.º regimentos da 4.ª Brigada de Cavalaria Ligeira, pela 3.ª e 5.ª brigadas, que eram seguidas pela 5.ª Divisão de Cavalaria. O 4.º e 12.º regimentos eram conhecidos conjuntamente como "Força de Bourchier", do nome do seu comandante, o tenente-coronel Murray Bourchier.
Durante a manhã do dia 29 foram avistadas por reconhecimento aéreo colunas de soldados alemães e otomanos em retirada. Deslocavam-se em vários grupos e tinham cerca de 150 veículos de tração animal e 300 camelos, a pouco mais de 30 km a sul de Damasco. Nos arredores de Damasco foram avistados mais cerca de 100 soldados de infantaria e camelos de carga. Ainda durante essa manhã, uma unidade de reconhecimento da 11.ª Bateria Ligeira Motorizada (Light Armoured Motor Battery; LAMB) foi atacada por uma força que se estimou ter 300 homens, com metralhadoras e pelo menos duas peças de artilharia, que mantinham uma posição de retaguarda a 32 km de Quneitra, na estrada para Damasco, 6,5 km a sul de Sa'sa'. Esta força aparentemente estava dividida em duas, com a da esquerda formada por 50 alemães, 70 otomanos, seis metralhadoras e quatro canhões.
Combates em Sa'sa

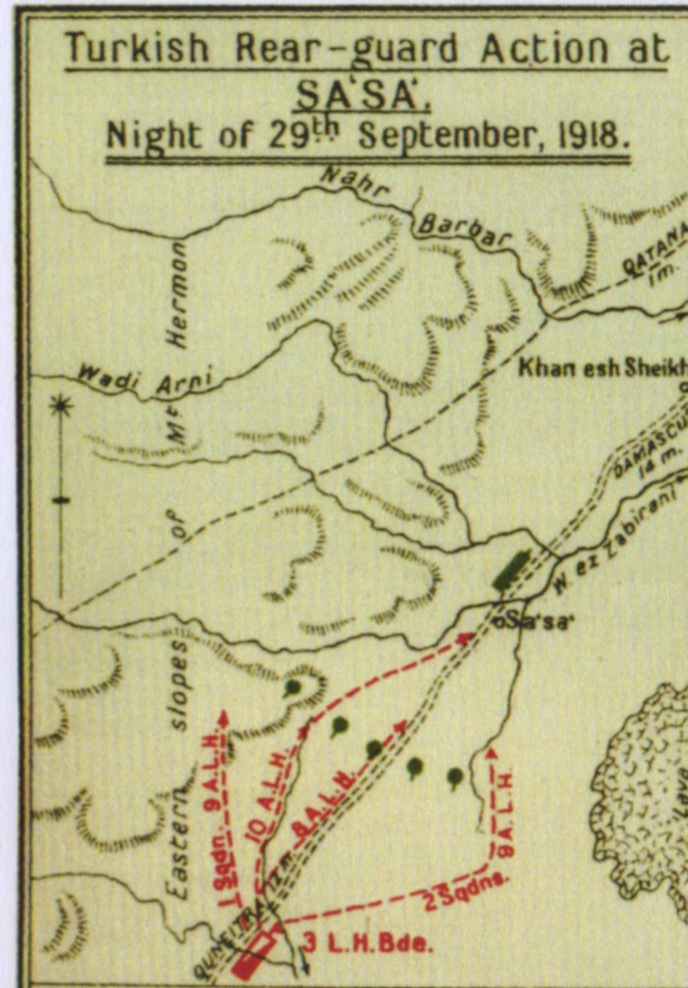
Detalhe do mapa 39 de Falls dos combates em Sa'sa na noite de 29 de setembro

O avanço foi retomado na tarde do dia 29 depois de terem sido distribuídas rações, com a intenção de marchar durante a noite, para capturar Damasco na manhã do dia seguinte. Às 15h00, a 3.ª Brigada de Cavalaria Ligeira pôs-se em marcha, seguida pelo resto da Divisão Montada Australiana às 17h00. O 9.º Regimento foi à frente, como guarda avançada, com seis metralhadoras. Esta unidade enviou um esquadrão com duas metralhadoras à sua frente, o qual encontrou uma forte posição otomana. Esta estava em terreno elevado com rochedos, com o flanco esquerdo bem defendido por uma formação de lava, e era apoiada por metralhadoras e um canhão bem posicionado. Às 19h00, o resto da 3.ª Brigada, tendo visto o esquadrão sob fogo de pelo menos uma bateria, estava a avançar para a direita para atacar o flanco esquerdo inimigo. Por sua vez, o 10.º Regimento foi enviado em frente para apoiar o ataque no flanco direito. Contudo, o terreno em ambos os lados da estrada era demasiado áspero para a cavalaria avançar durante a noite e o fogo das metralhadoras varria a estrada, pelo que a força de retaguarda inimiga logrou parar o avanço.
Enquanto o 9º e o 10.º regimentos continuavam a avançar lentamente, às 02h00 do dia 30, o 8.º regimento (menos um esquadrão) movendo-se desmontado ao longo da estrada, atacou de frente a posição inimiga. Esta foi finalmente tomada às 03h00 com a cooperação do 9º e do 10.º regimento, tendo sido capturadas cinco metralhadoras e alguns prisioneiros alemães. Alguns soldados inimigos conseguiram retirar, mas foram perseguidos pelo 10.º regimento, que capturou dois canhões de campanha de 77 mm, duas metralhadoras e cerca de 20 prisioneiros.
Devido à sua atuação durante o ataque em Sa'sa, dois membros do 4.º Regimento de Cavalaria Ligeira foram condecorados. Esses homens lideraram duas patrulhas de flanco com três homens cada, que atacaram 122 alemães com quatro metralhadoras que se preparavam para alvejar o flanco da Divisão Montada. Os alemães foram dispersados e acabaram por ser forçados a renderem-se.

#### Kaukab, 30 de setembro

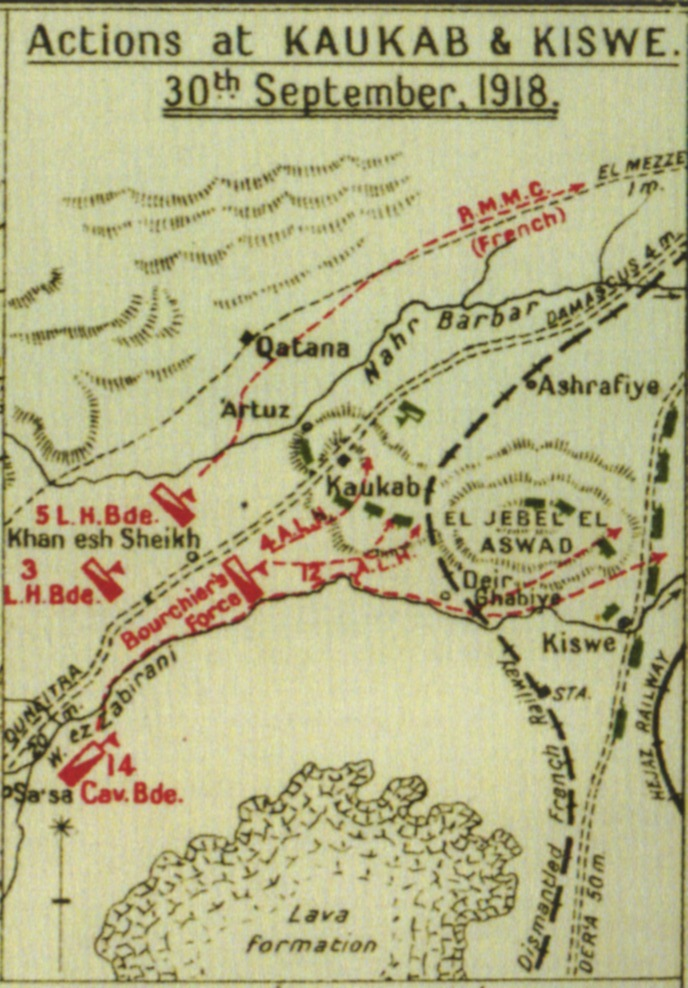
Detalhe do mapa 39 de Falls com os combates em Kaukab e Kiswe

A 3.ª e 5.ª brigadas e a Força de Bourchier (4.º e 12º regimentos) foram mandadas continuar e avançar para ocidente de Damasco para cortar as linhas de retirada para Beirute (a oeste) e para Homs (a norte), o que fizeram de madrugada. Por seu lado, a guarda avançada da Divisão Montada Australiana avançou para Khan esh Shiha, em direção a Damasco, com a 5.ª Brigada de Cavalaria Ligeira, seguindo-se lhes como reserva a 3.ª Brigada de Cavalaria Ligeira, depois de se ter voltado a reunir depois dos combates em Sa'sa.
A vanguarda atacou uma coluna a menos de um quilómetro de Kaukab, capturando 350 prisioneiros, um canhão de campanha, oito metralhadoras e 400 rifles. Foi avistada uma forte coluna a pouco mais de 3 km a tomar posição em todos os locais que dominavam a cumeada de Kaukab (Jebel el Aswad), desde a beira de um penhasco vulcânico estendendo-se para leste ao longo de terrenos altos. As patrulhas estimaram que a força inimiga tivesse 2 500 homens mas não havia sinais de terem tropas a proteger o flanco direito. O 4.º e o 12.º regimentos foram mandados para a direita, enquanto o 14.º e o Regimento Misto de Marcha de Cavalaria (RMMC) tomaram uma posição à esquerda com a 3.ª Brigada de Cavalaria Ligeira na retaguarda.
O flanco direito desprotegido foi rapidamente flanqueado pelo avanço RMMC. Ao mesmo tempo que duas baterias disparavam de uma colina, às 11:15, o 4.º e o 12.º Regimento carregaram com espadas desembainhadas encosta acima, o primeiro á esquerda e o segundo à direita, provocando a fuga dos defensores otomanos. Foram feitos 72 prisioneiros, 12 metralhadoras e numerosos soldados inimigos retiraram para as florestas em direção a Daraia. A cavalaria otomana cavalgou de volta para Damasco.
O RMMC continuou o seu avanço cavalgando 8 km  para a estrada Banias–Damasco, para lá de Qatana, e para sudoeste de El Mezze, onde foram intensamente alvejados por metralhadoras. O regimento desmontou para atacar a posição inimiga, seguida por um esquadrão do 14.º Regimento de Cavalaria Ligeira, tendo avançado lentamente ao mesmo tempo que combatia ao longo da crista paralela à estrada, até que baterias de artilharia a cavalo avançaram pela estrada principal acima às 13h00 e começaram a disparar sobre a posição otomana, o que os fez silenciar.
A distância entre Kaukab e Damasco era 16 km.

### 5.ªDivisão de Cavalaria

#### Kiswe, 30 de setembro

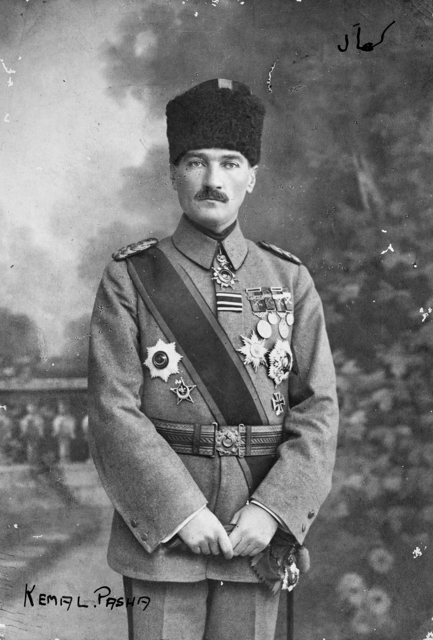
Mustafa Kemal, comandante do 7.º Exército otomano

A 29 de setembro, Mustafa Kemal Paxá (que anos depois adotaria o nome de Atatürk), comandante do 7.º Exército otomano, chegou a Kiswe (al-Kiswah), 16 km a sul de Damasco, com as suas tropas da frente. Liman von Sanders ordenou-lhe que continuasse para Riaque, a norte de Damasco. Na manhã do dia 30, a coluna da frente do que restava do 4.º Exército otomano, formada por uma divisão de cavalaria e alguma infantaria, aproximou-se de Kiswe, sendo seguida pela 4.ª Divisão de Cavalaria ao longo da Estrada dos Peregrinos, 48 km atrás.
Foi ordenado à 5.ª Divisão de Cavalaria britânica, com o apoio da Bateria de Artilharia a Cavalo de Essex (Essex Royal Horse Artillery, RHA), que atacasse a coluna otomana de 2 000 homens que retirava pela Estrada dos Peregrinos, 14 km para leste. Dois regimentos da 14.ª Brigada de Cavalaria indiana ignoraram a forte guarnição de Kiswe, que evitaram, para atacarem outra retaguarda, 5 km mais próxima de Damasco.
O 20.º Regimento de Cavalaria do Decão (20th Deccan Horse) e o 34.º Regimento de Cavalaria de Poona (34th Poona Horse), ambos do Exército da Índia Britânica e integrados na 14.ª Brigada de Cavalaria, foram obrigados a parar pela retaguardas inimigas quando se aproximavam da estrada, com as colinas do Jebel el Aswad à esquerda, a leste de Kaukab. A estrada estava pejada de tropas e de veículos e também havia soldados otomanos em retirada mais a norte, aproximando-se de Damasco.
Dois esquadrões do Deccan Horse atacaram e capturaram o ponto mais próximo nas colinas sobre o passo, enquanto que à sua esquerda um esquadrão do Poona Horse carregou sobre a força germano-otomana apoiados pela Bateria de Essex RHA, partindo-a em duas e espalhando a coluna. Foram capturados 190 inimigos, dos quais 40 oficiais. A 14.ª Brigada acabou por bivacar no cimo do Jebel el Aswad com 594 prisioneiros, tendo sofrido 5 mortos e 4 feridos.

### Conclusão dos avanços da cavalaria
A Divisão Montada Australiana e a 5.ª Divisão de Cavalaria chegaram a Damasco quatro dias depois de saírem de Tiberíades, apesar dos atrasos causados pelas dificuldades do terreno e dos vários combates nos quais as retaguardas alemãs e turcas foram desbaratadas ou forçadas a render-se. Tinham partido um dia depois da 4.ª Divisão mas chegaram com uma hora de diferença.
Nos 12 dias entre 19 de 30 de setembro, as três divisões do Corpo Montado do Deserto marcharam mais entre 320 e 400 km. Algumas unidades cavalgaram mais de 650 km. Entraram em ação em numerosos combates e capturaram mais de 60 000 prisioneiros, 140 peças de artilharia e 500 metralhadoras.

## Damasco

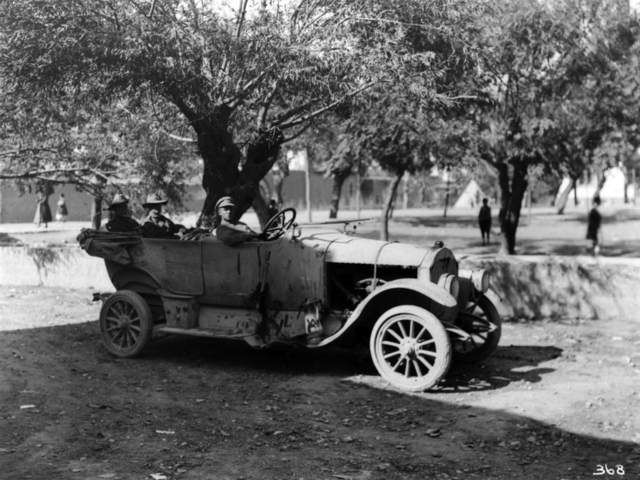
O tenente Hector W. Dinning, dos Australian War Records no Cairo em Damasco pouco depois da tomada da cidade

O Manual do Exército Britânico de 1914–1918 descrevia Damasco como o maior aglomerado urbano da Síria e também uma "cidade beduína" situada num oásis, cuja maior parte fica a leste da cidade. Os aldeões árabes e os nómadas que acampavam nos seus arredores tornavam os arredores de Damasco menos seguros do que o deserto. O mesmo manual considerava que era mais provável que essa gente se juntasse a um ataque à cidade do que ajudasse na sua defesa. No principal subúrbio, Salahiyeh, bem como em volta dele, na extremidade noroeste da cidade, viviam muitos curdos, argelinos e muçulmanos cretenses. Um quinto dos habitantes da cidade eram cristãos de todas as denominações, incluindo arménios, e havia também uma comunidade judaica muito antiga. O resto dos habitantes eram quase todos muçulmanos árabes. Os damascenos eram descritos como individualistas, orgulhosos, conservadores e desdenhavam as interferências ocidentais. O manual referia ainda que a independência árabe centrada em Damasco era um "sonho pelo qual eles lutarão".
Num livro publicado em 1926 pelo regimento britânico Prince of Wales's Own Regiment of Yorkshire, é referida a "grande diversidade de raças" presentes na cidade, sendo a mais comum a dos sírios que usavam fez. Na Grande Mesquita eram realizados serviços religiosos não só muçulmanos como também cristãos, estando metade do edifício reservada para estes últimos. A cidade estava rodeada das "mais belas hortas", tinha eletricidade e elétricos e muitas das casas assemelhavam-se às da Riviera.
| “ | A mais antiga das cidades, alimentada e purificada pelo rápido Abana através do qual só as suas caraterísticas mais nobres são vistas pelo espectador distante, esperava naquela noite com os seus doze mil soldados para se render no dia seguinte. Assistindo junto aos canhões naquela noite, pensei no que muitos deviam ter pensado, que o domínio ruinoso dos turcos estava quebrado para sempre e que brevemente a macia cobertura de verdura cobriria as terras esqueléticas pelas quais tínhamos passado, restituindo-lhes o seu antigo encanto e glória, e que um futuro sorridente iria olhar com admiração este presente turbulento quando ele recordou os cruzados da Cruzada de Alexandria e a sua última grande cavalgada. | ” |
|   | — Sargento M. Kirkpatrick do 2.º Esquadrão de Metralhadoras da Nova Zelândia (`2nd New Zealand Machine Gun Squadron´), integrado na 5.ª Brigada de Cavalaria Ligeira. . |   |

### Defesa

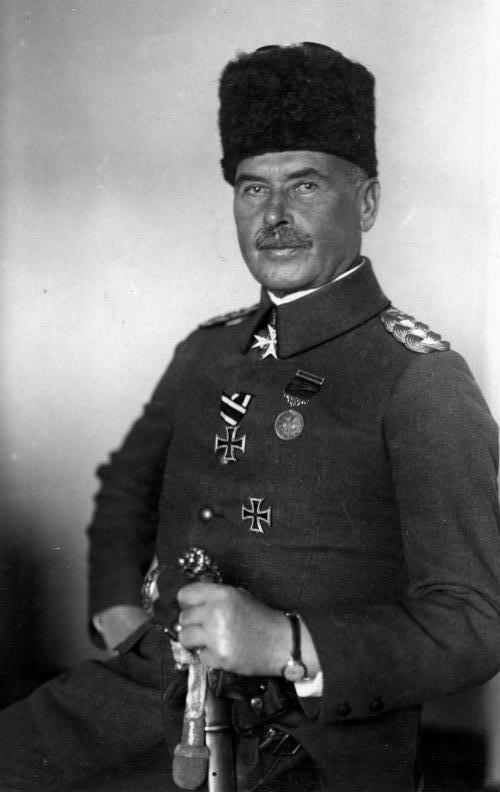
Otto Liman von Sanders, o comandante em chefe das forças otomano-germânicas no Médio Oriente

Liman von Sanders ordenou às 24.ª, 26.ª e 53.ª divisões de infantaria, ao Corpo XX do 7.º Exército e à 3.ª Divisão de Cavalaria do 4.º Exército, sob o comando do coronel İsmet Bei (comandante do III Corpo do 7.º Exército) que defendessem Damasco. Ao Grupo de Tiberíades, comandado por Cemal Paxá (comandante do 4.º Exército) foi também ordenado que defendesse a cidade, ao passo que ao resto das forças otomanas foi ordenado que retirassem para norte.
Von Sanders percebeu que a defesa da cidade não era possível e retirou o seu estado-maior (do Grupo de Exércitos Yıldırım) para Alepo, a norte. Durante o dia 30 de setembro, as unidades em retirada passaram pelos postos de controlo organizados pelo coronel von Oppen, comandante do Corpo da Ásia em Riaque. A última formação a sair de Damasco foi o 146.º Regimento, nesse mesmo dia. Ao saber que o desfiladeiro de Barada estava fechado, von Hammerstein saiu da cidade pela estrada de Homs, seguindo o III Corpo, a 24.ª Divisão e a 3.ª Divisão de Cavalaria em direção a Riaque.

### Cerco
O primeiro reconhecimento aéreo de Damasco foi levado a cabo pela aviação australiana no dia 27 de setembro, quando viram a estação do Hejaz apinhada com centenas de vagões e locomotivas. Na mesma altura, foram avistadas colunas e veículos em retirada nas estradas de Dara e a norte de Jisr Benat Yakub. Durante a tarde do dia 28, o aeródromo de Damasco foi bombardeado e incendiado. No dia seguintes a cidade estava a ser evacuada. Durante todo o dia 30, passaram por Damasco várias colunas de soldados otomanos e alemães em retirada.
À meia-noite de 30 de setembro, a Divisão Montada Australiana estava em El Mezze, 3 km a oeste da cidade, 5.ª Divisão de Cavalaria estava em Kaukab e a 4.ª Divisão de Cavalaria estava em Zeraqiye, 55 km a sul, na Estrada dos Peregrinos. A 11.ª Brigada de Cavalaria encontrava-se em Khan Deinun e as tropas árabes  a nordeste de Ashrafiye. Harry Chauvel mandou a 5.ª Divisão de Cavalaria para o leste de Damasco.

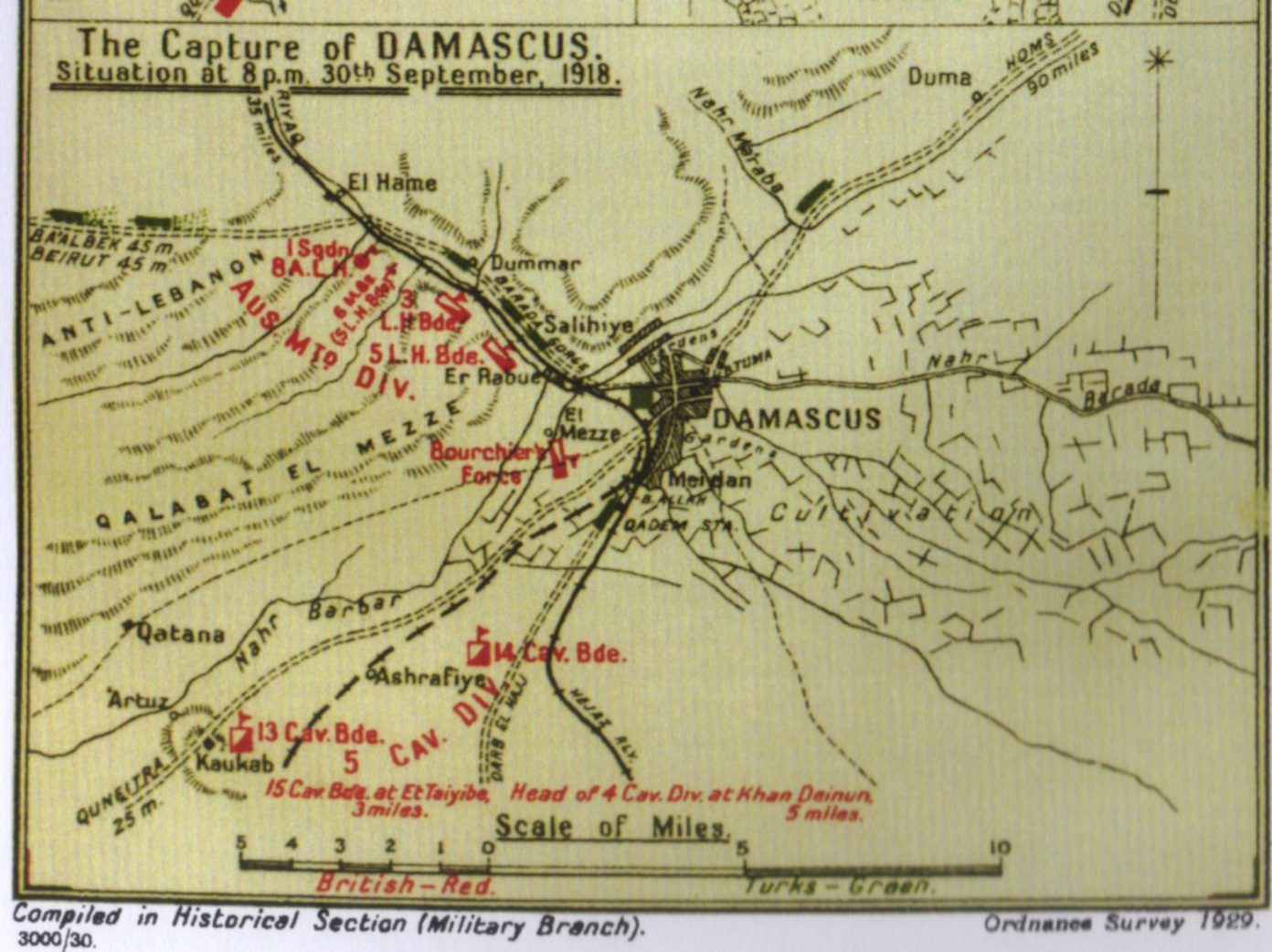
Detalhe do mapa 39 de Falls com a situação militar em redor de Damasco no princípio da noite de 30 de setembro

A Divisão Montada Australiana foi para a área a oeste da cidade para bloquear a estrada para Beirute e a estrada para norte, em direção a Homs, Hama e Alepo e ocupar Damasco. A 5.ª Divisão de Cavalaria foi para área a sul da cidade para cortar a estrada de Dara. A 14.ª Brigada da 5.ª Divisão de Cavalaria ficou a defender a cumeada de Kaukab, que tinha sido tomada pelos 4.º e 12.º regimentos. A 4.ª Divisão de Cavalaria e uma força árabe estavam a combater o que restava do 4.º Exército otomano em volta de Khan Deinun. Havia também notícias de tropas árabes acampadas em Kiswe, poucos quilómetros a sul de Damasco.
Às 02:00 do dia 1 de outubro, foi ordenado a uma unidade dos Hussardos de Gloucester (da 13.ª Brigada de Cavalaria do Exército da Índia Britânica) com uma secção de rifles Hotchkiss que capturasse a estação de telegrafia sem fios (TSF) em Kadem. A estação foi destruída antes de terem conseguido tomá-la. De ocidente de Kadem, os soldados viram a destruição da estação de TSF e da estação ferroviária antes de chegarem ao estado-maior da Divisão Montada Australiana.
Meia hora depois da unidade ter saído, o resto da 13.ª brigada da 5.ª Divisão de Cavalaria saiu de Kaukab em direção a Kiswe, chegando a Deir Ghabiye (que por engano julgaram ser Kiswe) antes das 04h30. Um esquadrão da Hodson's Horse na vanguarda perseguiu e capturou cerca de 300 soldados otomanos antes de cavalgar para Kiswe onde capturou mais 300 prisioneiros. Depois da brigada ter chegado a Kiswe, voltou a ser enviada de volta para Kaukab. Após ter deixado para trás 700 prisioneiros sob escolta, assumindo que o resto da 13.ª Brigada de Cavalaria o reforçaria, o esquadrão da Hodson's Horse avançou a galope com metralhadoras e rifles Hotchkiss contra uma coluna de 1 500 otomanos que se movia a pouco mais de um quilómetro de distância. A unidade de artilharia da 4.ª divisão, que seguia a coluna otomana na Estrada dos Peregrinos, foi em auxílio do esquadrão, que entretanto tinha ficado em apuros, possibilitando que se conseguisse desenredar-se, com a perda de uma peça Hotchkiss e vários cavalos.
Na frente europeia, o dia 30 de setembro foi marcado pela aceitação pela Bulgária dos termos do armistício proposto pelos Aliados, na sequência da derrota do exército búlgaro em Salonica. A retirada da guerra dos búlgaros significava também que a capital otomana Constantinopla passava a estar muito fracamente defendida.

### Damasco, 1 de outubro
Depois do desfiladeiro de Barada ter sido bloqueado, as colunas otomano-germanas continuaram a sair de Damasco para norte pela estrada para Alepo. Durante a noite de 30 para 1, uma grande coluna de tropas otomanas formada pelo 146º Regimento, a última unidade otomana a sair de Damasco no dia 30, marchou ao longo da estrada de Homs para Riaque, a noroeste de Damasco. Seguiam o III Corpo, a 24ª Divisão e a 3.ª Divisão de Cavalaria para se concentrarem com as tropas que seguiram no último comboio otomano que saiu de Damasco, cerca das 21h00 de 30 de setembro. Entre as forças otomano-germanas, só a de von Oppen, que foi para Riaque de comboio antes do desfiladeiro de Barada ter sido fechado, e o 146º Regimento que marchava para Homs, se mantinham como "formações disciplinadas".

#### Rendição

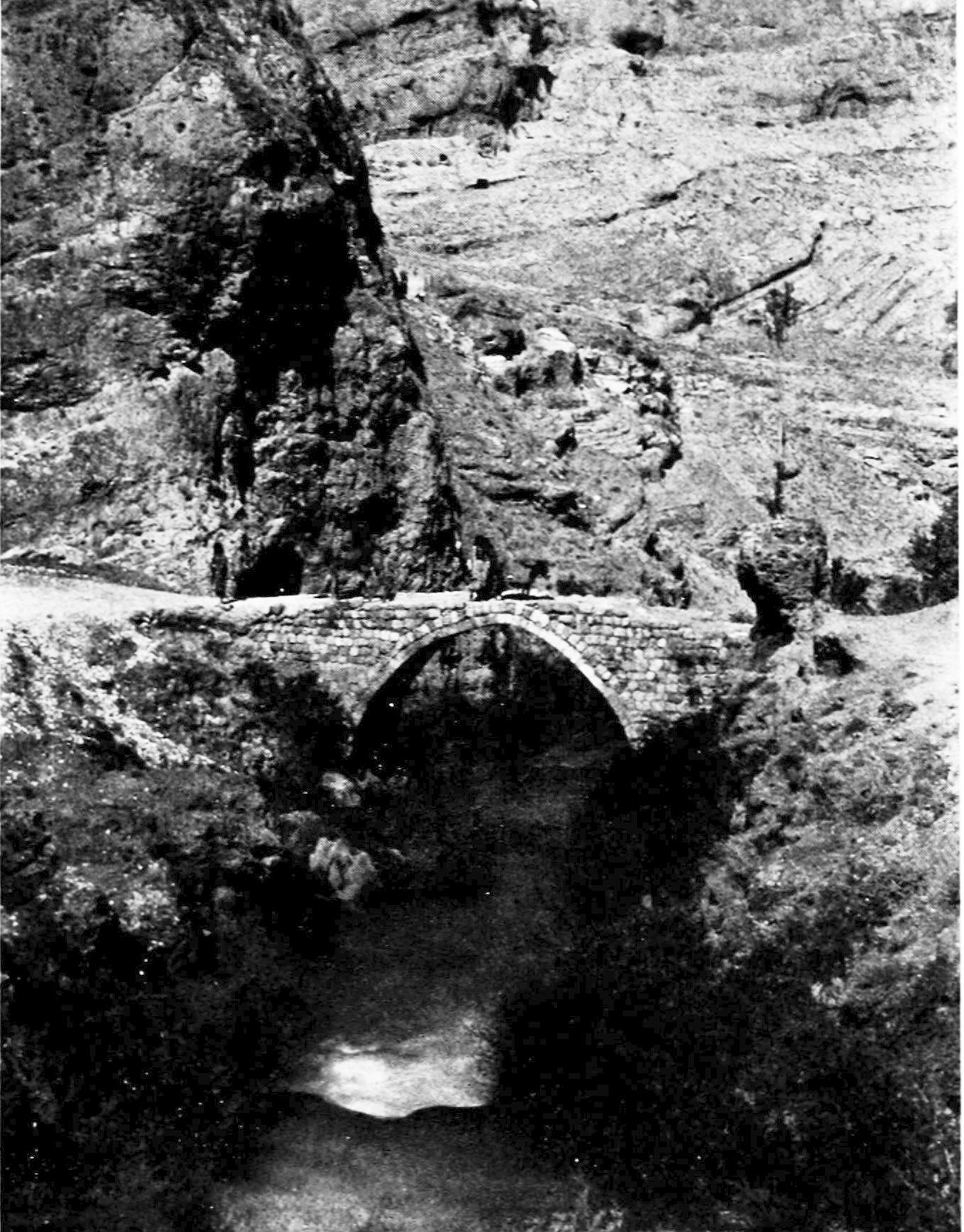
Uma ponte sobre o rio Barada fotografada em 1914

A independência da Síria foi proclamada e a bandeira do Hejaz foi içada no palácio do governador pelo emir Said Abd el Kader, que formou um conselho provisório para governar a cidade até que o príncipe Faiçal assumisse efetivamente o poder. O quartel-general tinha dado instruções no sentido de que fossem as tropas do príncipe Faiçal as primeiras a entrar na cidade não obstante ter sido a Força Expedicionária Egípcia que ganhou a batalhas e que chegou primeiro a Damasco.
A 3.ª Brigada de Cavalaria Ligeira tinha bivacado fora da cidade na noite anterior, tendo estabelecido linhas de piquete para garantir que nenhumas tropas entravam na cidade exceto as tropas xarifianas regulares. Cumprindo ordens para cortar a estrada de Homs, a brigada entrou em Damasco às 05h00 do dia 1 de outubro de 1918.
O 10.º Regimento de Cavalaria Ligeira, guarda avançada da 3.ª Brigada, desceu por uma encosta íngreme até ao fundo do desfiladeiro de Barada e chegou à estação de Dummar, onde várias centenas de soldados otomanos se renderam. Na estação de Baramkie capturaram entre 500 e mil prisioneiros num comboio que estava prestes a partir para Beirute. Tendo aberto um caminho, atravessaram o desfiladeiro e galoparam para o interior da cidade com as espadas desembainhadas. Quando cavalgavam pela cidade passaram pelo quartel de Baramkie, onde estavam milhares de soldados otomanos que não interferiram nos seus movimentos, mas as ruas estavam cheias de gente, o que os forçou a abrandar a marcha.
No Serai (serralho, palácio), o palácio do governo ou do município, o tenente-coronel A.C.N. Olden, comandante do 10.º Regimento de Cavalaria Ligeira, aceitou a rendição da cidade pelo emir Said Abd el Kader,  o governador nomeado pelo governador otomano demissionário Cemal Paxá na véspera, 30 de setembro. A família Kader era descrita como "apoiante de França". O seu incipiente governo provisório tinha que ser removido antes do príncipe Faiçal formar o seu governo.
Damasco estava num estado de revolta; tanto a administração civil como a militar tinham desaparecido e Olden avisou que devia ser posto termos aos tiroteios. Pediu igualmente um guia para mostrar aos homens da cavalaria ligeira australiana o caminho pela cidade até à estrada de Homs.

#### Administração
A independência foi declarada quando ainda estavam em Damasco cerca de 15 000 soldados otomanos e alemães, entre eles Cemal Paxá,
o comandante do 4.º Exército. Allenby escreveu ao rei Hussein, o pai do príncipe Faiçal, informando-o de que «as nossas forças combinadas» tinha entrado em Damasco e tinham feito mais de 7 000 prisioneiros.

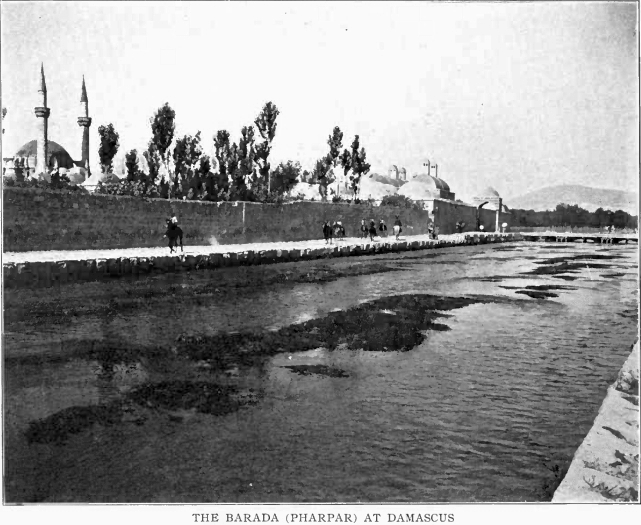
O rio Barada em Damasco fotografado em 1906

O exército árabe chegou a Damasco às 07h30, quando o 10.º Regimento de Cavalaria Ligeira já tinha saído da cidade. Com ele vinham T. E. Lawrence, Auda abu Tai, o xerife Nácer, Nuri Xafaã, o emir de Ruwalla. Encontraram-se no palácio do governo e declararam a sua lealdade ao rei Hussein. No período turbulento que se seguiu à tomada de Damasco, ao contrário do poder militar, as decisões políticas foram efetivamente tomadas por um pequeno grupo de oficiais britânicos relativamente novos que estavam no terreno. Lawrence fazia parte desse grupo e aparentemente agia independentemente, estando isolado do quartel-general e Londres. Lawrence e os seus colegas tiveram que tomar decisões rapidamente em situações muito difíceis e potencialmente explosivas.
Algum tempo depois Shukri Paxá foi nomeado governador de Damasco. As reivindicações dos franceses e árabes, que tomariam uma grande parte do tempo de Allenby, eram complicadas pelas ações dos árabes, que levaram os franceses a desconfiar do príncipe Faiçal. O primeiro governo árabe foi demitido em poucos dias e foi entregue a Ali Riza Pasha el Rikabi.
A Damasco chegaram também oficiais franceses e italianos, representando os interesses dos seus países, além de Yale, um representante independente norte-americano junto da Força Expedicionária Egípcia, que se sentia obstruído.
No seu relatório telegrafado para o Departamento de Guerra britânico em 1 de outubro, Allenby escreveu: «Na noite passada, a Divisão Montada Australiana entrou nos arrabaldes de Damasco por noroeste. O Corpo Montado do Deserto e o Exército Árabe ocuparam a cidade às 06h00 de hoje. Foram já contados mais de 7 000. A administração civil continua nas mãos das autoridades existentes e todas as tropas, com a exceção de alguns guardas, foram retiradas da cidade.» Depois resumiu os planos para a sua para Damasco à sua esposa: «Provavelmente eu próprio partirei para Damasco amanhã; ficando amanhã à noite em Tiberíades e chegando a Damasco no 3.º dia. Não tenciono ficar lá; e provavelmente estarei de volta no 4.º dia.

#### Ocupação
Duas semanas depois do general Allenby ter lançado o seu bombardeamento de artilharia às linhas inimigas, a grande força turca e alemã na Palestina ocidental e oriental tinha sido destruída e os nossos prisioneiros ascendiam a 75 000. Dos 4.º, 7.º e 8.º exércitos turcos a sul de Damasco só escaparam alguns poucos milhares, perseguidos e com os pés feridos. Praticamente todas as peças de artilharia, a maior parte das metralhadoras, quase todas as armas ligeiras e transportes, todos os aeródromos, os seus equipamentos mecânicos e quase todos os aviões, um intricado e espalhado sistema telefónico e telegráfico, grandes quantidades de munições e todo o tipo de suprimentos — todos tinham sido despojados, em catorze dias rápidos e dramáticos, a um inimigo que durante quatro anos tinha resistido aos nossos esforços para esmagá-lo. Foi uma derrota militar tão repentina e tão absoluta que talvez não tenha paralelo na história da guerra. E ainda é mais notável porque foi conseguida com um custo tão insignificante.

— Descrição da escala da vitória pelo historiador oficial australiano 
Às 06:40 do dia 1 de outubro, Henry W. Hodgson, comandando a Divisão Montada Australiana mandou a Força de Bourchier patrulhar os arredores ocidentais de Damasco a sul do desfiladeiro de Barada. Os quartéis otomanos onde estavam 10 481 soldados e 265 oficiais renderam-se ao 4.º Regimento de Cavalaria Ligeira. Estes prisioneiros foram postos a marchar para um campo de concentração fora da cidade, enquanto 600 homens que não conseguiam andar e 1 800 que estavam em três hospitais foram tratados. Foram colocados guardas nos principais edifícios públicos e consulados que depois seriam rendidos por tropas xarifianas.
A 26 de setembro, Allenby estimou que 40 000 soldados otomanos estivessem a retirar para Damasco. A perseguição do Corpo Montado do Deserto tinha capturado metade deles. O Corpo Montado do Deserto capturou um total de cerca de 47 000 prisioneiros desde o começo das operações no dia 19 de setembro. Entre 26 de setembro e 1 de outubro, o corpo capturou 662 oficiais e 19 205 militares com outros postos. Em Damasco e nos arredores foram presos cerca de 20 000 militares otomanos doentes, exaustos e desorganizados. Antes do meio-dia de 1 de outubro foram capturados na cidade 12 000 prisioneiros, bem como  dezenas de peças de artilharia de campanha e numerosas metralhadoras. A 4.ª Brigada de Cavalaria Ligeira capturou 11 569 prisioneiros na cidade. A 5.ª Divisão de Cavalaria tomou a seu cargo 12 000 prisioneiros otomanos. Todos os prisioneiros foram a pé para um campo de concentração instalado fora da cidade.

### Continuação da perseguição

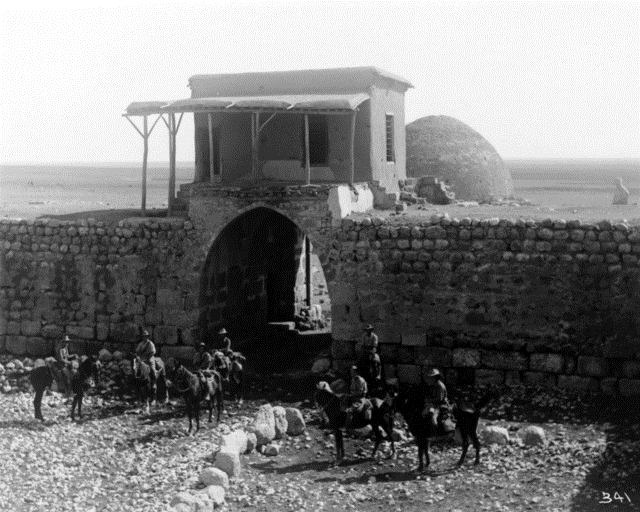
Cavalaria australiana em Khan Ayash

Depois de ter aceite a rendição de Damasco, a 3.ª Brigada de Cavalaria Ligeira rumou para norte pela estrada de Homs no dia 1 de outubro. Envolveram-se em escaramuças praticamente contínuas ao longo do dia, em confrontos breves mas intensos, perseguindo os otomanos. Nesse dia capturaram 750 prisioneiros e várias metralhadoras.
Entretanto, a 13.ª Brigada de Cavalaria (da 5.ª Divisão de Cavalaria) avançou para leste da cidade para a outra estrada de Homs, onde entraram em contacto com a 14.ª Brigada de Cavalaria, que tinha passado por Damasco às 10h30 também através da porta Bab Tuma, para estabelecer pontos de controlo.
No dia seguinte, às 06:15 de 2 de outubro, foi reportado que uma longa coluna estava a tentar escapar para norte. 9.º Regimento de Cavalaria Ligeira saiu a galope às 06:45 e rapidamente alcançou o principal corpo da coluna. Foi ordenado a dois esquadrões que avançassem para Khan Ayash (a norte da cidade de Adra), para a frente da entrada de um passo de montanha. Logo que cortaram a estrada à frente, um terceiro esquadrão atacou o flanco da coluna inimiga, que se rendeu antes do combate começar. Foram capturados mais de 2 000 prisioneiros, incluindo um comandante de divisão e o estandarte do 146º Regimento, o único estandarte otomano capturado por australianos na Primeira Guerra Mundial. Esse regimento tinha sido recentemente classificado como uma das duas "formações disciplinadas" inimigas.

### Marcha por Damasco de Chauvel a 2 de outubro

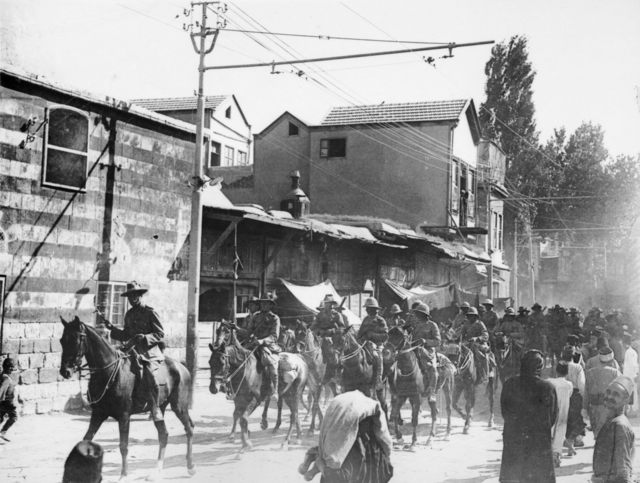
Harry Chauvel, comandante do Corpo Montado do Deserto, marchando com as suas tropas em Damasco, no dia 2 de outubro de 1918

Quando chegou a Damasco, Chauvel disse ao seu estado-maior para «montar o meu acampamento num pomar limpo fora da cidade, que pensei que fosse mais adequado depois do que eu tinha visto do local. Depois voltei ao meu acampamento, almocei e fiquei inundado pelos problemas de abastecimento, recolha de prisioneiros, ordens para o dia seguinte, etc., começando por, antes de tudo, enviar uma mensagem por avião para Lord Allenby, dizendo-lhe o que eu tinha feito.» Nessa mensagem, o comandante australiano também informava Allenby que as forças árabes do Reino do Hejaz se mostravam muito pouca disposição para colaborarem com os britânicos e a fazer com que a população pensasse que tinham sido eles que tinham expulsado os turcos. «Foi por isso que Lawrence lhe pediu que mantivesse os seus homens fora da cidade e eles não têm qualquer intenção de lhe pedir qualquer conselho [...] Estão a preparar o consulado britânico para si. Se for para lá não estará a definir-se como o conquistador deste país mas antes como o aliado contributivo. Deve tomar posse da casa de Cemal Paxá, a qual é a melhor deste local, que eles estão a reservar para Faiçal.» Chauvel disse também que imperava o caos completo na cidade, com os bazares fechados e que toda a "melhor classe de gente" estava aterrorizada com a ideia da turba do Hejaz mandar na cidade. Chauvel decidiu por isso organizar para o dia seguinte uma marcha pela cidade com praticamente todas as unidades representadas, com artilharia, carros blindados e tudo o mais, além de tomar posse da casa de Cemal Paxá.
Allenby tinha dado instruções a Chauvel para trabalhar com Lawrence até que ele chegasse, mas Lawrence estava preocupado com a pretensão de Faiçal governar a Síria e opunha-se a uma demonstração de força. Contudo, Chauvel ordenou uma "demonstração de força para intimidar os elementos turbulentos na cidade", que ele próprio liderou e na qual participaram não só as forças britânicas (incluindo as unidades australianas, neozelandesas e indianas), mas também os Caçadores de África (Chasseurs d'Afrique) e Spahis franceses. A marcha começou às 12h30 e acabou às 15h00. As unidades estavam de volta ao bivaque de El Mezzo às 16h00.

### Reunião em Damasco a 3 de outubro
A 25 de setembro, Chauvel tinha perguntando a Allenby — «E acerca desses árabes? Há um rumor que eles terão a administração da Síria.» — e este respondeu que acreditava que sim. O governo britânico queria que Faiçal governasse a Síria a partir de Damasco e que as suas forças controlassem a cidade.

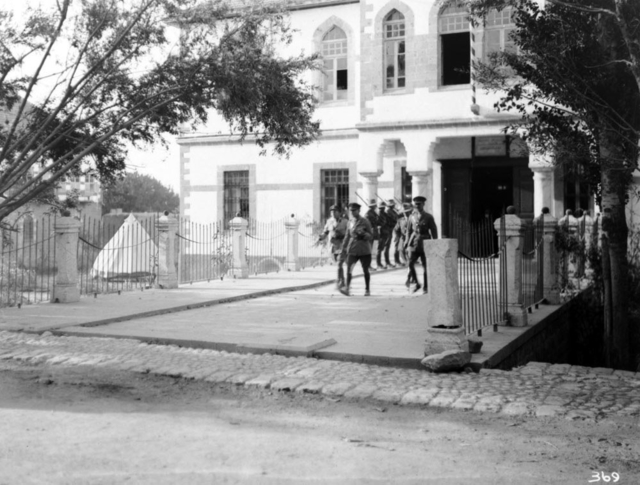
O general Chauvel saindo do seu quartel-general em Damasco

Num telegrama enviado ao Departamento de Guerra a 30 de setembro, Allenby declarava que não tinha intenções de passar a jurisdição da "Administração do Território Inimigo Ocupado", liderada pelo general Mone, para a área de influência francesa e que nomearia pessoalmente oficiais franceses em locais da área "azul" francesa onde fosse necessária administração. Esses oficiais ficariam sob as suas ordens como comandante-em-chefe da Força Expedicionária Aliada. Essas ordens seriam transmitidas através do seu principal "oficial político" (Chief Political Officer). Allenby informou que não estenderia a "Administração do Território Inimigo Ocupado" para locais a leste do Jordão na "área B", como Es-SaltEs-Salt e Amã, mas até que uma administração árabe fosse formada iria nomear oficiais britânicos para salvaguardar os interesses dos habitantes. Em relação à "área A", nomeadamente a cidade de Damasco, Allenby tencionava reconhecer a administração árabe local, que esperava já encontrar a funcionar, e nomear oficiais de ligação franceses quando isso fosse necessário. As comunicações do comandante britânico com a "Missão Política Francesa" continuariam a ser efetuadas através do Chief seu Political Officer. Allenby informou que com isso esperava preservar os interesses franceses e árabes ao mesmo tempo que assegurava que o controlo supremo permanecia nas suas mãos como comandante em chefe.

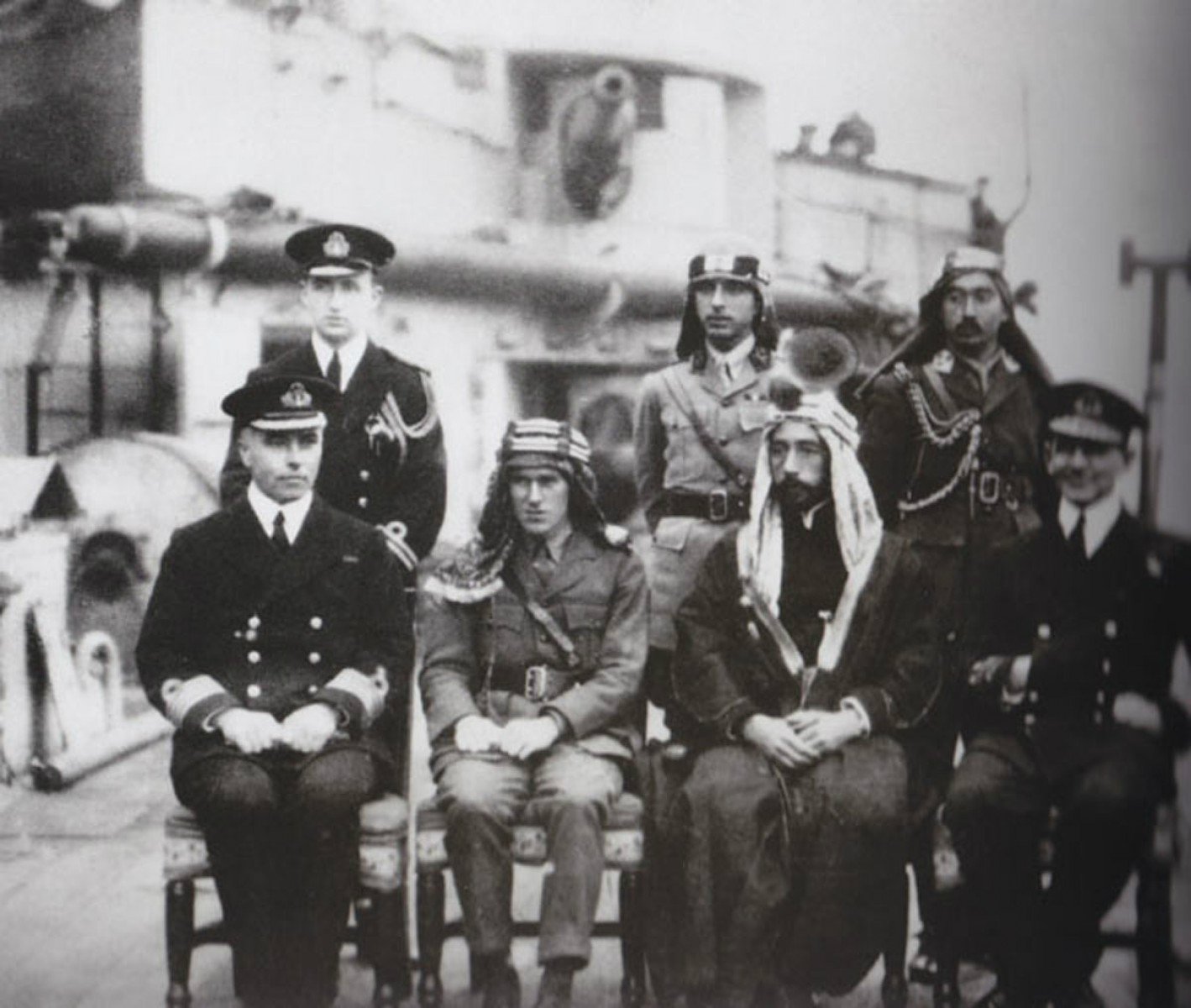
Faiçal e Lawrence com outros oficiais em Damasco

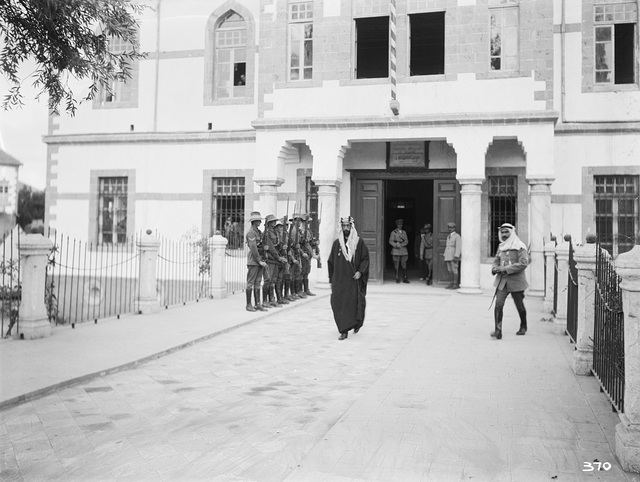
O príncipe Faiçal saindo do quartel-general de Chauvel em Damasco

Na tarde de 2 de outubro, Chauvel recebeu uma mensagem do chefe de estado-maior de Allenby informando-o que chegaria a Damasco no dia seguinte às 13h00 e que pretendia instalar-se no Hotel Victoria. No princípio da manhã de 3 de outubro, Lawrence informou Chauvel que o emir Faiçal chegaria a Damasco nessa tarde e que tencionava fazer uma entrada triunfal às 15h00, entrando na cidade a galope como um conquistador árabe de antigamente, à frente de 300 cavaleiros. Chauvel escreveu nas suas memórias que, atendendo a que Faiçal tinha tido muito pouco a ver com a "conquista" de Damasco, aquela entrada triunfal não lhe agradou muito, mas como os árabes iriam ter a administração da cidade pensou que não faria mal e autorizou que se realizasse.
Na manhã do dia 3, Chauvel foi informado que Allenby não passaria a noite em Damasco, pois tencionava voltar a Tiberíades, pelo que teria que sair de Damasco o mais tardar às 15h00. Acompanhado pelo brigadeiro Charles Godwin, Chauvel foi para Kaukab de automóvel para se encontrar com Allenby. Quando o encontrou, informou-o que tinha concordado que Shukri Paxá fosse o governador de Damasco. Allenby disse-lhe que tinha feito bem mas que havia complicações devido ao facto dos franceses terem mandato sobre a Síria e que queria encontrar-se com Faiçal imediatamente. Foi então que Chauvel o informou que o emir só chegaria às 15h00 e que iria fazer uma entrada triunfal, ao que Allenby replicou que não podia esperar até essa hora e que fossem buscar Faiçal de carro para se encontrar com ele imediatamente; depois disso podia voltar a sair para a entrada triunfal.
Obedecendo às instruções de Allenby, assim que voltou a Damasco Chauvel ordenou a ao capitão Lyons, do seu estado-maior, que fosse ao encontro de Faiçal no seu carro, levando uma nota onde explicava o que se passava e lhe pedia que fosse para a cidade no carro. O emir árabe chegou ao Hotel Victoria cerca das 14h30, onde se encontrou com Allenby, o general Bols, Chauvel, Godwin, Lawrence, o xarife Nasir, Nuri Bei e outros dois oficiais britânicos, possivelmente Stirling e Cornwallis.
Allenby disse a Faiçal para «moderar os seus objetivos e esperar decisões de Londres». Explicou-lhe que a França iria ser a potência "protetora" ou "mandatada" da Síria e que, na qualidade de representante do seu pai, o rei Hussein bin Ali, Faiçal controlaria a Síria sob orientação e apoio financeiro dos franceses, mas não o Líbano e a Palestina, cuja administração ficaria a cargo dos franceses. A administração árabe só controlaria o interior da Síria, não se estendendo ao Líbano, que se considerava ir desde a fronteira norte da Palestina (aproximadamente Tiro até ao golfo de Alexandreta. Iria ser nomeado imediatamente um oficial de ligação francês para Faiçal, que para já trabalharia com Lawrence, que deveria assisti-lo.
Faiçal objetou com muita veemência que o conselheiro que Allenby lhe tinha enviado (Lawrence) lhe tinha assegurado que os árabes iriam administrar toda a Síria à exceção da Palestina, incluindo o acesso ao Mediterrâneo através do Líbano, se as suas forças chegassem ao norte da Síria até ao fim da guerra. Reclamou igualmente que não sabia nada da pretensão de França sobre o Líbano, pois estava a contar com a assistência britânica, que um país sem um porto não lhe servia e que se recusava a ter um oficial de ligação francês ou a reconhecer qualquer orientação dos franceses.

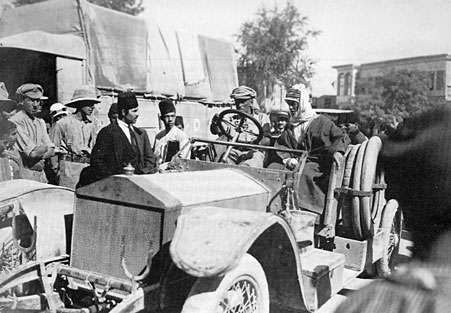
Lawrence conduzindo um carro blindado em Damasco em outubro de 1918

O comandante em chefe britânico virou-se então para Lawrence e perguntou-lhe se ele não tinha dito a Faiçal que os franceses teriam o protetorado da Síria, ao que ele respondeu que não, pois nada sabia disso. Allenby replicou então que ele pelo menos certamente que sabia que os árabes nada teriam que ver com o Líbano, ao que Lawrence respondeu que também não sabia. Depois de mais discussões, Allenby disse a Faiçal que enquanto decorressem operações militares, toda a administração ficaria sob o controlo de Allenby como comandante supremo, não obstante os governos francês e britânico terem concordado em reconhecer o estatuto de beligerantes aliados contra o inimigo comum às forças árabes que combatiam na Palestina e na Síria. Para o comandante britânico, o príncipe árabe era um tenente-general sob o seu comando e que deveria obedecer ás suas ordens. Faiçal acabou por aceitar essa decisão e saiu do hotel e da cidade com os seus homens (exceto Lawrence) para  voltar e fazer a sua entrada triunfal. Na opinião de Chauvel, esta causou pouco impacto, pois a maior parte da população já tinha visto Faiçal entrar e sair da cidade.
Após a saída dos árabes Lawrence disse a Allenby que não trabalharia com um oficial de ligação francês e que tinha direito a tirar licença, a qual ele tencionava gozar indo para Inglaterra. Allenby concordou em tom ríspido e Lawrence saiu da sala. Chauvel relata que a seguir o comandante britânico mostrou compaixão por Lawrence e disse-lhe que ia escrever a Clive Wigram, secretário particular do rei, para que arranjasse uma audiência com o rei. Além disso, ia escrever também ao Foreign Office (Ministério dos Negócios Estrangeiros britânico) a explicar o ponto de vista dos árabes.
Allenby saiu de Damasco para ir para Tiberíades pouco depois e Lawrence deixou Damasco rumo a Inglaterra na manhã seguinte.

#### Demissão do governo alemão
No mesmo dia 3 de outubro, o governo alemão demitiu-se, quando os seus exércitos estavam em retirada na sequência de uma série de derrotas.

### Continuação da ocupação
O 12.º Regimento de Cavalaria Ligeira bivacou a pouco menos de um quilómetro a leste de Kefrsuse a partir de 1 de outubro, enquanto o Esquadrão "A" permanecia 13 km a sul de Damasco. O Esquadrão "C" ficou com a missão de ser a guarda da cidade, reportando a Lawrence, e o Esquadrão "B" ficou com a guarda do comboio da divisão. A 4 de outubro o regimento rendeu a 5.ª Divisão de Cavalaria na guarda da cidade e moveu o seu bivaque para sudoeste de El Mezzo.

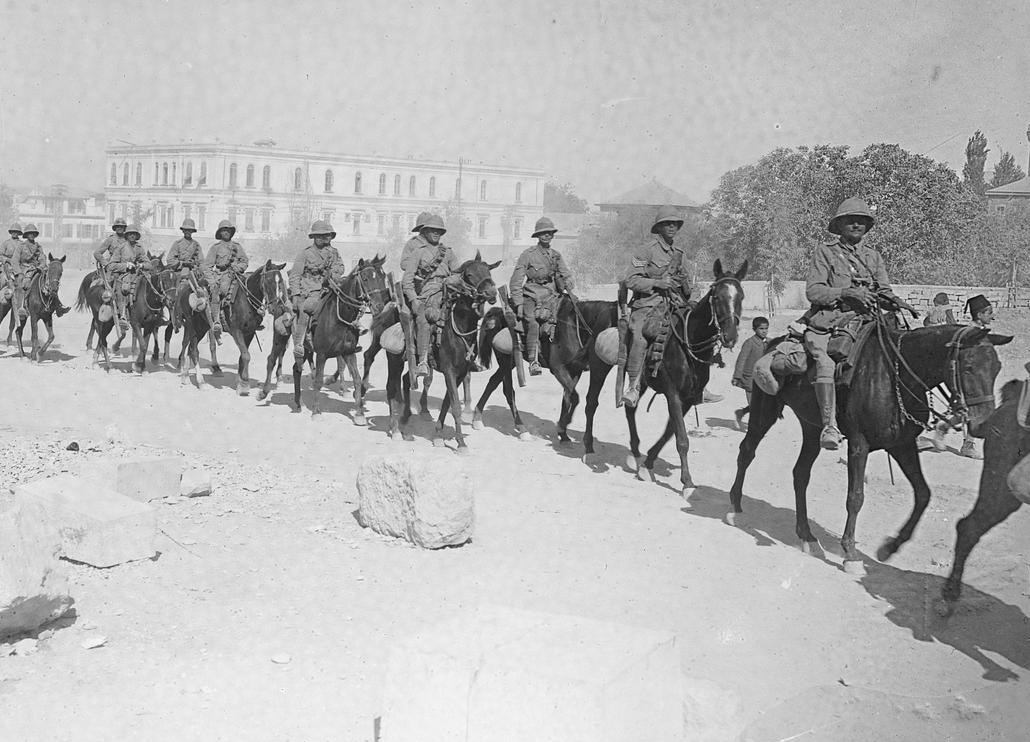
O regimento Gloucester Yeomanry na marcha de Chauvel em Damasco no dia 2 de outubro

Às 07h00 de 7 de outubro, um avião alemão Taube lançou três bombas a cerca de 400 metros do quartel general do regimento sem causar vítimas. Uma hora depois, o quartel general do regimento mudou-se para Damasco, juntamente com os esquadrões "A" e "B", montando bivaque na "Casa Branca", mil metros a ocidente do quartel de Caseme. Por sua vez, o Esquadrão "C" bivacou perto do Hospital Francês, na estrada de Alepo, não muito longe do Hospital Inglês. Ali prosseguiram várias missões de guarda.
No seu relatório de 8 de outubro de 1918 para Henry Wilson, Allenby informava que o número total de prisioneiros capturados pela Força Expedicionária Egípcia ultrapassava os 75 000 e estimava que não teriam escapado mais do que 17 000 homens dos 4.º, 7.º e 8.º exércitos inimigos, os quais não deviam ter mais do que 4 000 espingardas. 25 000 prisioneiros ainda estavam em Damasco e estava a ser complicado tirarem-nos de lá devido ao seu estado de saúde precário e à falta de ambulâncias e camiões. Devido a haver um surto de cólera em Tiberíades (onde Allenby tinha o seu quartel general), a cidade não podia ser usada como ponto de paragem para a evacuação dos prisioneiros. Destes, 16 000 estavam doentes ou feridos.
O comandante da Força Expedicionária Egípcia (EEF) referia ainda que Damasco estava tranquila e os preços da alimentação na cidade tinha descido 20% em relação aos que eram praticados durante a ocupação otomana. Faiçal tinha-o informado que não iria fazer qualquer proclamação sem o consultar, mas estava preocupado em relação às intenções dos franceses. Em Amã havia alguma miséria e doenças, mas as autoridades médicas estavam a lidar com a situação. O comandante britânico classificava a situação na área de Amã-Es Salt como "satisfatória".

#### Campo de prisioneiros de Kaukab
Em Kaukab, aos 10 000 prisioneiros iniciais juntaram-se mais 7 000, transferidos de um campo em El Mezze em "condições deploráveis". Nos primeiros dias morriam 70 prisioneiros por dia no campo, um número que desceu para 15 por dia após o tenente-coronel T. J. Todd, do 10.º Regimento de Cavalaria Ligeira, ter assumido o comando do campo a 7 de outubro, substituindo dois esquadrões do 4.º Regimento de Cavalaria Ligeira e um esquadrão do 11.º Regimento, comandado pelo major Bailey. Todd achou que a alimentação era pobre, tinham sido criadas condições para cozinhar e que não havia medicamentos nem ligaduras para os doentes e feridos, dos quais 3 000 precisavam urgentemente de cuidados médicos.
Todd mandou transferir os homens mais fracos para casas na aldeia, forneceu cobertores, enviou médicos sírios para tratar os enfermos, organizou os prisioneiros em companhias comandadas pelos seus próprios oficiais e foram criadas estruturas sanitárias. Quatro oficiais médicos prisioneiros começaram a trabalhar no campo, mas nenhum falava inglês. No primeiro dia foram enterrados 69 mortos, no dia seguinte 170. No dia 8 foram recebidos cinco fogões móveis otomanos e foi preparada sopa para os doentes. No ribeiro foram instaladas quatro bombas de água que passaram a abastecer quatro bebedouros para os prisioneiros. Nos relatórios enviados diariamente eram pedidos com urgência cobertores, medicamentos e desinfetantes.
No dia 9 de outubro, 762 oficiais e 598 militares otomanos de outras patentes foram enviados para o campo, onde deveriam ficar enquanto não houvesse condições para fazer evacuações para o Jordão. No dia seguinte chegaram dois intérpretes e Todd foi nomeado comandante dos prisioneiros de guerra da área de Damasco. No dia seguinte, as rações alimentares já eram "razoavelmente satisfatórias" mas continuavam a faltar medicamentos, cobertores  e desinfetantes.
No dia 18 de outubro foi evacuado por estrada o primeiro lote de mil prisioneiros, organizados em grupos de 100, comandados pelos seus oficiais. Seguiram-se outros nos dias seguintes. No dia 30, a chamada unidade de Jacob, rendeu o 10.º Regimento de Cavalaria Ligeira, que saiu do campo a caminho de Homs às 15h30.

### Problemas de abastecimentos
Damasco estava a 240 km das bases da Força Expedicionária Egípcia (EEF) e Alepo estava a 320 km além de Damasco. As maiores dificuldades causadas por estas grandes distâncias eram o abastecimento de mantimentos e o apoio médico, pois não era possível manter serviços de fornecimentos regulares ao longo das extensas linhas de comunicação. Os portos capturados foram rapidamente organizados como bases avançadas de abastecimento dos avanços tanto do Corpo XXI de Bulfin como do Corpo Montado do Deserto de Chauvel. Os fornecimentos começaram a ser desembarcados em Haifa a 27 de setembro. Durante a primeira semana, foram ali descarregadas mil toneladas por dia, mas não havia meios para mover todos os abastecimentos ao longo dos 140 km que separavam Haifa de Damasco e os 120 km entre Afula e Damasco. Foi criado um depósito em Samakh, de onde os abastecimentos eram transportados em camiões para Damasco.
No início da perseguição, a linha de abastecimento começava em Haifa, passava por Nazaré e seguia para Tiberíades e Samakh, mas quando o Corpo Montado do Deserto chegou a Damasco, o corpo estava a mover-se mais depressa do que as suas colunas de abastecimento. Os principais problemas logísticos eram os estragos na linha férrea entre Haifa e Samakh, cuja reparação foi concluída a 30 de setembro, e as péssimas condições em que se encontrava um trecho da estrada entre Jisr Benat Yakub e Quneitra. Esse trecho, com cerca de 1,5 km, demorava em média um dia ou dia e meio a percorrer. Havia apenas uma estrada estreita e sinuosa e a travessia do Jordão era feita por uma ponte estreita que só permitia a passagem de um camião de cada vez e que se partiu várias vezes. Os camiões demoravam três dias para percorrer os 140 km entre Samakh e Damasco. A maior parte das tropas estavam acampadas ao longo desta estrada, nos arredores de Damasco, e como esta era a única estrada pela qual elas e os camiões vindos do terminal ferroviário de Samakh podiam chegar a Damasco, era frequentemente bloqueada.
No dia 4 de outubro, o comboio de rações avariou-se, deixando o 12.º Regimento de Cavalaria Ligeira com duas refeições em falta. A partir de 19 de outubro os abastecimentos de mantimentos, rações de chá, leite e açúcar para as duas divisões de cavalaria passaram a ser desembarcados em Beirute e carregados em camiões para Damasco e Balbeque.
No seu relatório de 22 de outubro para Wilson, Allenby informava estar a trabalhar nas pontes ferroviárias caídas do vale do Jarmuque. Até que estivessem reparadas, os transportes eram feitos por camelos e camiões. Propunha também que o transporte por estrada se concentrasse na estrada costeira para norte a partir de Haifa, seguidamente na estrada entre Trípoli e Homs e depois na estrada de Beirute para Balbeque. Esperava conseguir manter essas estradas transitáveis durante as chuvas. Com essas estradas e com o caminho de ferro entre Haifa, Damasco e Riaque, Allenby contava ter os problemas logísticos resolvidos. Contudo, a norte de Riaque o caminho de ferro era de bitola padrão, pelo que não podia ser usada devido ao facto do material circulante que circulava até Riaque ser de bitola métrica.

### Requisições
Depois de treze dias a carne enlatada e biscoito, era bom ter carne e pão fresco novamente; o borrego era o melhor e o pão, apesar de escuro, áspero e pesado, ainda assim ficava muito à frente do biscoito. Já era tarde para os famosos damascos de Damasco, mas havia uvas para toda a gente, peras, maçãs e romãs, e também passas de uva e outros frutos secos e especialidades de doces orientais. O melhor de tudo era que de todos os acampamentos se via e ouvia muita água a correr.

— Relato do correspondente de guerra e historiador oficial australiano Henry S. Gullet 
Os quase 20 000 homens e os cavalos do Corpo Montado do Deserto dependeram em grande medida de abastecimentos locais a partir de 25 de setembro de 1918 até à tomada de posse da área pelos franceses em 1919.  Entre 25 de setembro e 14 de outubro, o Corpo Montado esteve dependente daquilo que conseguiu requisitar à população local para alimentar os cavalos. Por sorte, não houve falta de água exceto em uma ou duas ocasiões.
O abastecimento de comida para as tropas e para os 20 000 prisioneiros dependia das requisições locais, uma atividade que exigia "paciência e uma mistura de firmeza e tato". A tarefa de requisição era realizada com "extrema dificuldade e sem de alguma forma privar os habitantes de comida essencial". O pão e a carne para os soldados eram também obtidos localmente em larga medida. Foram requisitados cereais armazenados em Damasco e ovelhas e bovinos da região.

### Situação médica
Devido aos tumultos e à situação política incerta, no primeiro dia da ocupação nenhuma unidade médica entrou em Damasco, que então tinha cerca de 250 000 habitantes. As primeiras unidades médicas começaram a chegar à cidade no dia seguinte.
Muitos dos 3 000 prisioneiros otomanos doentes e feridos encontravam-se em seis grupos de hospitais. Num deles, em Babtuma, estavam internados 600 pacientes; noutro grupo estavam 400; no hospital de Merkas encontravam-se 650 feridos graves; no quartel de Beramhe havia 900 pacientes; num edifício perto da estação de Kadem havia 1 137 pacientes. O comandante Chauvel ordenou que esses doentes e feridos fossem a primeira prioridade dos serviços médicos.

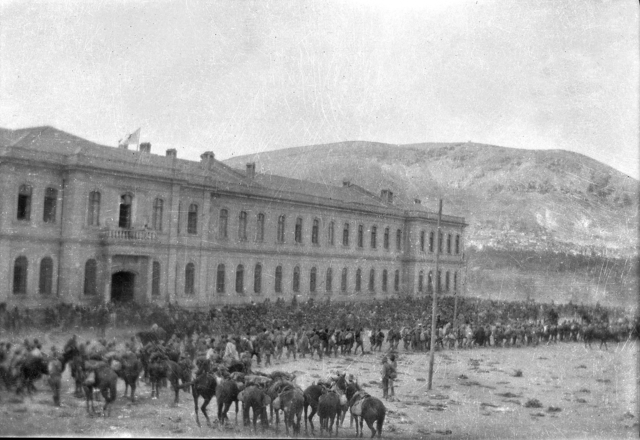
O hospital otomano de Damasco pouco depois da entrada na cidade do 4.º Regimento de Cavalaria Ligeira. A fotografia mostra soldados australianos, entre os quais se encontra o seu comandante, o tenente-coronel, a reunirem os 10000 prisioneiros otomanos capturados

Apesar de se terem registado alguns casos de cólera em Tiberíades, que foram rapidamente erradicados, não houve nenhum em Damasco, mas entre os prisioneiros havia casos de tifo, febre tifoide, febre recorrente, oftalmias, pelagra, sífilis, malária e gripe. As ambulâncias de campo do Corpo Montado do Deserto trataram mais de 2 000 casos e foram internados 8 250 pacientes em hospitais de Damasco. As evacuações eram feitas sobretudo por comboios rodoviários para os portos mais próximos e depois por navios-hospital. Nos primeiros dias, todos os feridos e doentes graves foram mantidos em Damasco devido às dificuldades da viagem de 230 km até Haifa.
A primeira parte da viagem para Haifa era feita em camiões, de Damasco até Samakh, mas era tão fatigante que tinha que ser feita em duas etapas. A primeira etapa, de 68 km, era até Quneitra, onde a ambulância de campo da 4.ª Brigada de Cavalaria Ligeira tratava dos pacientes durante a noite. A segunda etapa era primeiro até Rosh Pina, onde havia um posto de receção da 4.ª Brigada. Os camiões seguiam depois para Samakh, onde os pacientes eram colocados em comboios para Haifa. Depois da viagem, os pacientes ficavam a cargo de uma ambulância de campo britânica até que um navio-hospital os levasse para o Egito. Também foram usadas ambulâncias motorizadas, mas estas avariavam-se frequentemente e havia dificuldades de fornecimento de combustível.
Os camiões disponíveis eram insuficientes para a evacuação dos doentes, feridos e prisioneiros. Os mais de 10 000 prisioneiros na área de Damasco representavam um grande peso no abastecimento de mantimentos. Finalmente decidiu-se que os camiões de munições fossem usados na volta para transportar doentes e feridos, o mesmo acontecendo com os camiões de abastecimento para os prisioneiros.
Durante a perseguição pela Divisão Montada Australiana e 4.ª e 5.ª divisões de cavalaria, os doentes e feridos em número crescente foram mantidos em postos de recolha. Ali aguardavam pela evacuação, que era feita pelos camiões de abastecimento que regressavam da frente. Num mosteiro acima da margem do mar da Galileia e de Tiberíades, os monges trataram de pacientes australianos que «pensavam estar em casa» — ao longo de muitas centenas de metros, a margem estava plantada de eucaliptos e comiam peixe fresco, bananas e laranjas recém colhidas num pomar próximo.
Foi ordenado à 4.ª e à 5.ª divisões de cavalaria na área de Riaque-Moallaka que parassem com as evacuações para Damasco até que se estabelecesse uma rota até Beirute. Um Combined Clearing Hospital foi desembarcado em Beirute a seguir à ocupação daquela cidade a 11 de outubro, que gradualmente passou a ser a principal rota de evacuação de Damasco via Moallaka, uma distância de 114 km.
| “ | A estrada de Damasco para Beirute, que passa sobre a cordilheira do Antilíbano em direção a ocidente, é razoável. Percorre depois uma planície entre as duas cordilheiras e sobre a cordilheira do Líbano. A estrada no lado oriental da cordilheira, depois de uma ponte dinamitada ter sido reparada, era boa. Contudo, era muito íngreme e sinuosa durante várias milhas na descida para a costa, envolvendo muitas curvas apertadas, pelo que era ainda mais perigosa, em muitos casos os travões das ambulâncias motorizadas não aguentavam. | ” |
|   | — Tradução livre da descrição da estrada entre Damasco e Beirute na “História Oficial dos Serviços Médicos do Exército Australiano”. |   |

#### Gripe espanhola e malária

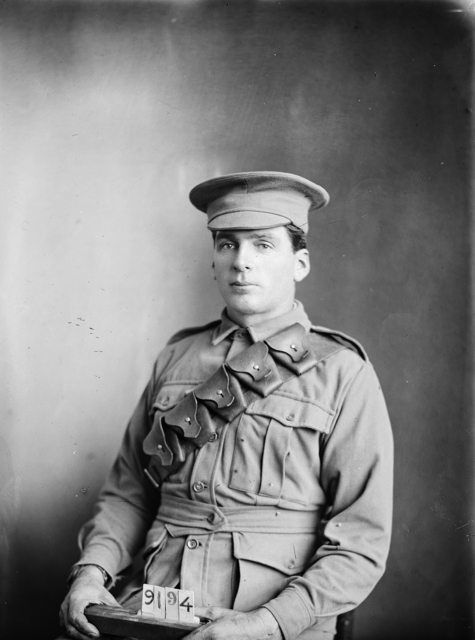
Um condutor australiano do 4.º Regimento de Cavalaria Ligeira, que saiu de Sydney em junho de 1915 e morreu de malária em Damasco a 17 de outubro de 1918

Durante a perseguição, o Corpo Montado do Deserto passou pelas áreas de malária das margens do mar da Galileia e combateu nas áreas de malária do rio Jordão entre Jisr Benat Yakub e o lago de Hula. Poucos dias depois das operações na área de Damasco terem terminado, as epidemias de malária e de gripe espanhola (gripe pneumónica) que então assolavam o Médio Oriente espalharam-se rapidamente, infetando muitos soldados.
A epidemia atingiu rapidamente proporções alarmantes em Damasco, espalhando-se ao longo das linhas de comunicação a sul da cidade e também para norte. Praticamente todos os infetados nos primeiros estágios da doença eram casos graves. Os fornecimentos médicos ficaram rapidamente em falta, ao mesmo tempo que a alimentação era inadequada para uma dieta leve e havia falta de cobertores e colchões, pois devido ao facto de não haver instalações para os desinfetar, em muitos casos eles tinham que ser destruídos.
O Corpo Médico Australiano, comandado pelo coronel Rupert Downes, ficou responsável por cuidar dos doentes em Damasco. O major W. Evans, DADMS (vice-diretor dos serviços médicos) da Divisão Montada Australiana, foi nomeado Oficial Médico Principal de Damasco e ficou responsável pela reorganização do sistema hospitalar.
Aos casos de malária maligna contraídos no vale do Jordão a sul de Jisr ed Damieh antes da ofensiva, juntaram-se cada vez mais casos contraídos no mesmo vale, mas a norte de Jisr ed Damieh e em redor de Beisan. Na semana que terminou a 5 de outubro, foram registados em hospitais como doentes mais de 1 246 soldados do Corpo Montado do Deserto; na semana seguinte foram reportados mais 3 109 casos. Muitos dos que tinham contraído e sofrido de malária previamente no vale do Jordão encontravam-se agora num clima diferente, cansados e extenuados por duas semanas de operações quase constantes, e tiveram recaídas ou contraíram gripe espanhola.
Na “História  Oficial dos Serviços Médicos do Exército Australiano”, publicada em 1938, Rupert Downes relata que durante a primeira semana em Damasco se registou um surto muito intenso de doenças febris graves. Na altura desconhecia-se a natureza exata dessas doenças e em casos continuaram a ser tema de debate. Em Damasco havia então uma epidemia de gripe pneumónica e os médicos suspeitaram, em muitos casos com fundamento, de disenteria, tifo, cólera, doenças transmitidas pelos mosquitos Phlebotomus e outras febres. A observação clínica minuciosa não era fácil nas condições existentes e muitas pirexias foram diagnosticadas como gripe, disenteria ou até cólera. Suspeitou-se ainda de um surto de febre cefalorraquidiana. A chegada de uma Estação de Diagnóstico de Malária a 12 de outubro ajudou a clarificar a situação. Todos os supostos casos de cólera e de febre cerebral, bem como uma grande parte dos de disenteria, eram afinal malária. Em grande parte dos doentes inicialmente diagnosticados como sofrendo de gripe cujo sangue foi analisado, foi encontrado o parasita da malária e o diagnóstico foi mudado essa doença. Para o oficial médico australiano, era evidente que, em simultâneo com um surto de gripe pneumónica se assistiu a um grande aumento dos casos de malária maligna, tanto no Corpo Montado do Deserto como na Força de Chaytor. A administração de três injeções de 12 grãos (777 mg) de bicloridrato de quinina revelava-se suficiente para fazer desaparecer, pelo menos temporariamente, os parasitas do sangue durante o período febril.

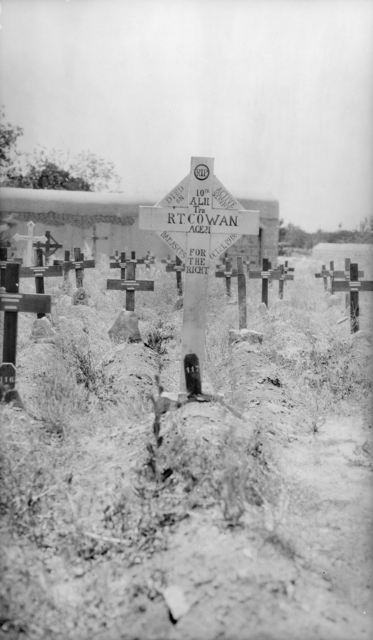
Campas de soldados mortos em Damasco. A que está em primeiro plano é de R.T. Cowan, do 10.º Regimento de Cavalaria Ligeira, que morreu de malária no dia 24 de outubro de 1918

Devido a uma interrupção das evacuações a 10 de outubro, o único posto de receção de doentes em Damasco da 5.ª Divisão de Cavalaria em 11 de outubro tinha entre 800 e 900 pacientes graves, que sofriam principalmente de broncopneumonia e de malária maligna, e ocorreram muitas mortes. Alguns caso de diarreia malárica foram diagnosticados como cólera — a estação de diagnóstico de malária só chegou no dia seguinte. O pessoal médico, muitíssimo reduzido, estava exausto e havia falta de materiais médicos, medicamentos e cobertores. Cem soldados da cavalaria ligeira foram destacados para tarefas de apoio médico. No dia seguinte foram evacuados numerosos pacientes por um comboio de camiões e a chegada de um fornecimento de leite aliviou a situação. O posto de receção de doentes da Divisão Montada Australiana também chegou nesse dia e aliviou a sobrecarga do posto da 5.ª Divisão, que nessa tinha recebido 1 560 doentes australianos e britânicos, do total de 3 150 doentes registados em todas as unidades médicas. No hospital de Babtuma, o número de pacientes otomanos cresceu de 900 para 2 000. Os prisioneiros de guerra doentes foram retidos em Damasco devido à falta de alojamentos no Egito.
O número de novos casos de doença do pessoal dos serviços médicos cresceu a uma taxa superior ao dos casos nas unidades de combate e não chegavam reforços. A perda de oficiais administrativos tornou-se um problema grave para a eficiência dos serviços. O posto de receção da 4.ª Divisão de Cavalaria esteve parada por não ser possível deslocar-se devido às baixas por doença dos seus elementos. Apenas duas ambulâncias motorizadas tinham condutores. Muitos médicos adoeceram, incluindo membros do estado-maior. 23 dos 99 oficiais médicos das três divisões montadas do Corpo Montado do Deserto adoeceram, incluindo o coronel Rupert Downes, comandante do Corpo Médico Australiano, que adoeceu a 6 de outubro e não havia quem o pudesse substituir no comando. O comandante médico da 5.ª Divisão de Cavalaria não adoeceu, mas estava com a sua unidade no avanço sobre Alepo.
A 14 de outubro a situação estava rapidamente a melhorar e dois dias depois a evacuação decorria de forma descrita como "satisfatória". Após uma visita a Damasco do seu vice-comandante a 11 de outubro, o comandante dos serviços médicos da Força Expedicionária Egípcia, estacionado em Ramla, enviou para Damasco 100 soldados que estavam a caminho de França. Estes chegaram à cidade no dia 18 e no dia seguinte chegaram 18 carros do Comboio Motorizado de Ambulâncias e a 25.ª Casualty Clearing Station rendeu os serviços médicos Divisão Montada Australiana no tratamento dos doentes. O Corpo Montado do Deserto entregou a administração dos doentes em Damasco para as linhas do quartel-general de comunicação no início de novembro, depois dos combates com os otomanos terem terminado.
Três semanas depois de Damasco ter sido ocupado, no dia 22 de outubro, Allenby reportava ao Departamento de Guerra que as doenças estavam a causar problemas. Os mosquitos tinham sido controlados e o vale do Jordão tinha-se tornado "quase uma estância de saúde de verão". A malária maligna "em território turco" estava a derrubar muita gente, mas tinha um bom comandante médico, que estava a fazer tudo o que estava ao seu alcance, mas todas as camas estavam ocupadas. Tinha intenções de enviar milhares de pacientes para Malta, mas aparentemente os doentes e feridos de Salonica tinham ocupado a maior parte das camas que lá existiam. Dizia igualmente que a saúde dos prisioneiros otomanos estava a melhorar e que a sua taxa de mortos estava a diminuir. Ainda estavam milhares de prisioneiros em Damasco, à espera de poderem ser transportados para o Egito, mas os transportes eram insuficientes.
Do total de 330 000 membros da Primeira Força Imperial Australiana que saíram da Austrália durante os quatro anos de guerra, 58 961 morreram, 166 811 foram feridos e 87 865 adoeceram. Nunca houve tantos casos de malária nas forças armadas australianas como os que se registaram a seguir ao avanço para Damasco.

#### 12.ºRegimento de Cavalaria Ligeira
Segundo o diário de guerra de 8 de outubro, os homens do 12.º Regimento de Cavalaria Ligeira estavam "longe de estar bem" e precisavam de um bom descanso para não ficarem completamente esgotados. No dia 12 descrevia-se a sua situação como estando "em muito mau estado" e cada dia que passava aumentava o número de homens que adoecia. No dia 14, ainda havia muitos homens com febre e todos os dias eram usados 5 prisioneiros para tratarem dos cavalos e fazerem limpezas, pois de outra forma não haveria pessoal suficiente para as tarefas de guarda. No dia 17 de outubro faltava um oficial e 144 militares de patentes inferiores. No dia seguinte a unidade recebeu oito reforços. No dia 19 o pior já tinha passado e reportava-se que o estado dos soldados estava a melhorar de dia para dia.

#### Impacto das doenças na eficácia da EEF
As baixas nos dois corpos de infantaria foram elevadas mas essas unidades, estacionadas atrás da frente em áreas livres de malária perto de terminais ferroviários e hospitais, não eram necessárias para operações militares, exceto a 7.ª (Meerut) Divisão indiana, que avançou para ocupar Beirute e Tiberíades. As perdas no Corpo Montado do Deserto eram alarmantes porque qualquer avanço futuro estava fortemente dependente da sua capacidade de combate.
|                | Divisão Montada Anzac | Divisão Montada Anzac | Divisão Montada Australiana | Divisão Montada Australiana |
| Período        | Admitidos             | Evacuados             | Admitidos                   | Evacuados                   |
| -------------- | --------------------- | --------------------- | --------------------------- | --------------------------- |
| 15–30 setembro | 5,49                  | 4,97                  | 3,27                        | 3,04                        |
| outubro        | 7,79                  | 6,30                  | 6,16                        | 4,86                        |
| novembro       | 2,79                  | 2,47                  | 4,20                        | 3,35                        |
| dezembro       | 1,68                  | 1,52                  | 1,53                        | 1,20                        |

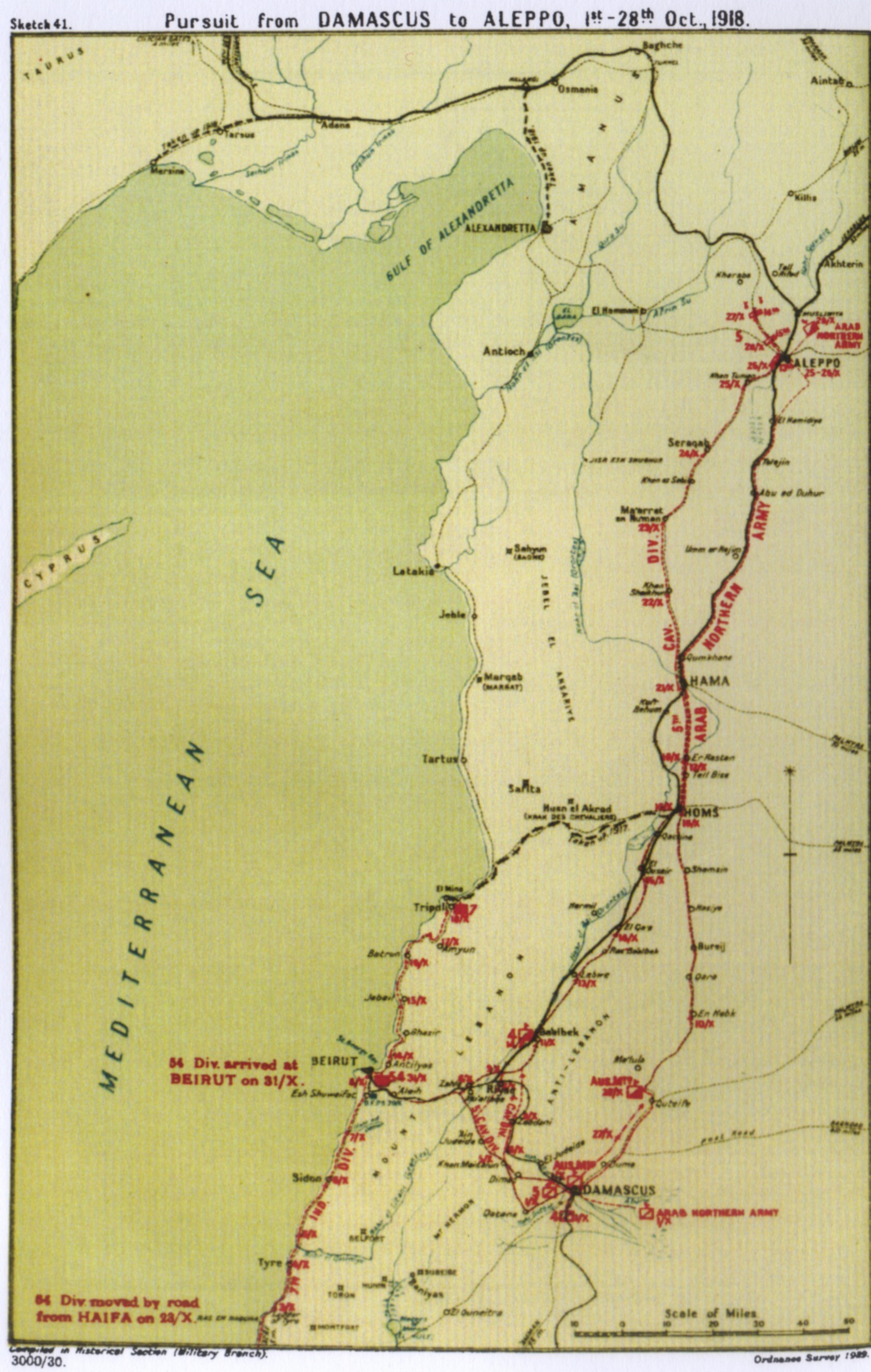
Mapa 41 de Falls do avanço para Alepo entre 1 e 28 de outubro de 1918

O número de infetados com malária, principalmente do tipo maligno, duplicou entre 1 de setembro e 1 de outubro, de 2,85% para 5,51%, tendo afetado praticamente de forma igual tanto nos soldados indianos como nos soldados europeus. Apesar da taxa de mortalidade não ter sido elevada, houve quatro vezes mais mortes em Damasco do que houve entre 19 de setembro e 1 de outubro, antes da tomada da cidade. Das 479 mortes registadas em hospitais, só menos de 20 foram de ferimentos.

### Estado dos cavalos
Os cavalos que tinham estado em ação, inclusive os que não estavam nas melhores condições, sobreviveram a longas marchas carregando cerca de 130 kg e recuperaram rapidamente, mas o mesmo não aconteceu com os que tinham chegado mais posteriormente.
Durante a Batalha de Megido e a conquista de Damasco, entre 15 de setembro e 5 de outubro, 1 021 cavalos morreram em combate ou por outros causas. De um total de 25 618 animais envolvidos nas campanhas, 3 245 receberam tratamento em hospitais veterinários ou secções veterinárias móveis. Sofriam principalmente de escoriações, debilidade, febre e cólicas ou diarreia. Depois de terem sido curados, 904 voltaram ao serviço.

## Rescaldo
A conquista de Damasco foi uma vitória de tal forma decisiva que tornou improvável a ocorrência de outras grandes batalhas no teatro de operações do Médio Oriente, apesar da guerra continuar. A única coisa que separava a Força Expedicionária Egípcia dos montes Amano e das montanhas do Tauro, já em plena Anatólia, passou a ser apenas a  distância.
Os aliados estimavam que os recursos do Império Otomano estivessem quase esgotados, mas não havia certezas e a desconhecia-se a capacidade dos otomanos para substituir os exércitos que tinham perdido. As perturbações económicas resultantes da guerra provocaram penúria de alimentos por toda a Síria e Líbano em 1918.
A 7.ª (Meerut) Divisão, avançando ao longo da costa mediterrânica, ocupou Beirute a 7 de outubro e Trípoli a 13 de outubro, o que significou a captura de dois portos importantes, a partir dos quais se podia fazer o abastecimento da perseguição pelo interior para norte. Essa perseguição foi realizada pela 5.ª Divisão de Cavalaria, que chegou a Balbeque a 10 de outubro e a Homs três dias depois. Aí receberam ordens a 20 de outubro para avançar para Alepo, a 190 km de distância. Cavalgaram sem a 4.ª Divisão de Cavalaria, mas com o apoio do exército xarifiano e a 2.ª, 11.ª e 12.ª baterias ligeiras motorizadas (Light Armoured Motor Batteries) e a 1.ª (Australiana), 2.ª e 7.ª patrulhas ligeiras (Light Car Patrols).
Alepo foi tomada pelo exército xarifiano do príncipe Faiçal com o apoio de carros blindados e da 15.ª (Serviço Imperial) Brigada de Cavalaria a 25 de outubro. No dia seguinte, a 15.ª Brigada atacou retaguardas fortificadas em Haritan, 13 km a noroeste de Alepo. A 27 de outubro, foi dada ordem à Divisão Montada Australiana para avançar para norte, para apoiar a 5.ª Divisão de Cavalaria.